# A Ciszterci Rend Nagy Lajos Gimnáziuma
A Ciszterci Rend Nagy Lajos Gimnáziuma és Kollégiuma Pécs főterén áll, és a ciszterci rend működteti. A jezsuiták a törökök kiűzése után 1687-ben azonnal megnyitották iskolájukat és felépítették ma is álló kollégiumukat (rendház és iskola). Ez az intézmény volt a Nagy Lajos Gimnázium elődje. A jezsuita rend 1773-as feloszlatása után, 1815-től a ciszterci rend vette gondozásába az iskolát.

## Története

### Előzmények

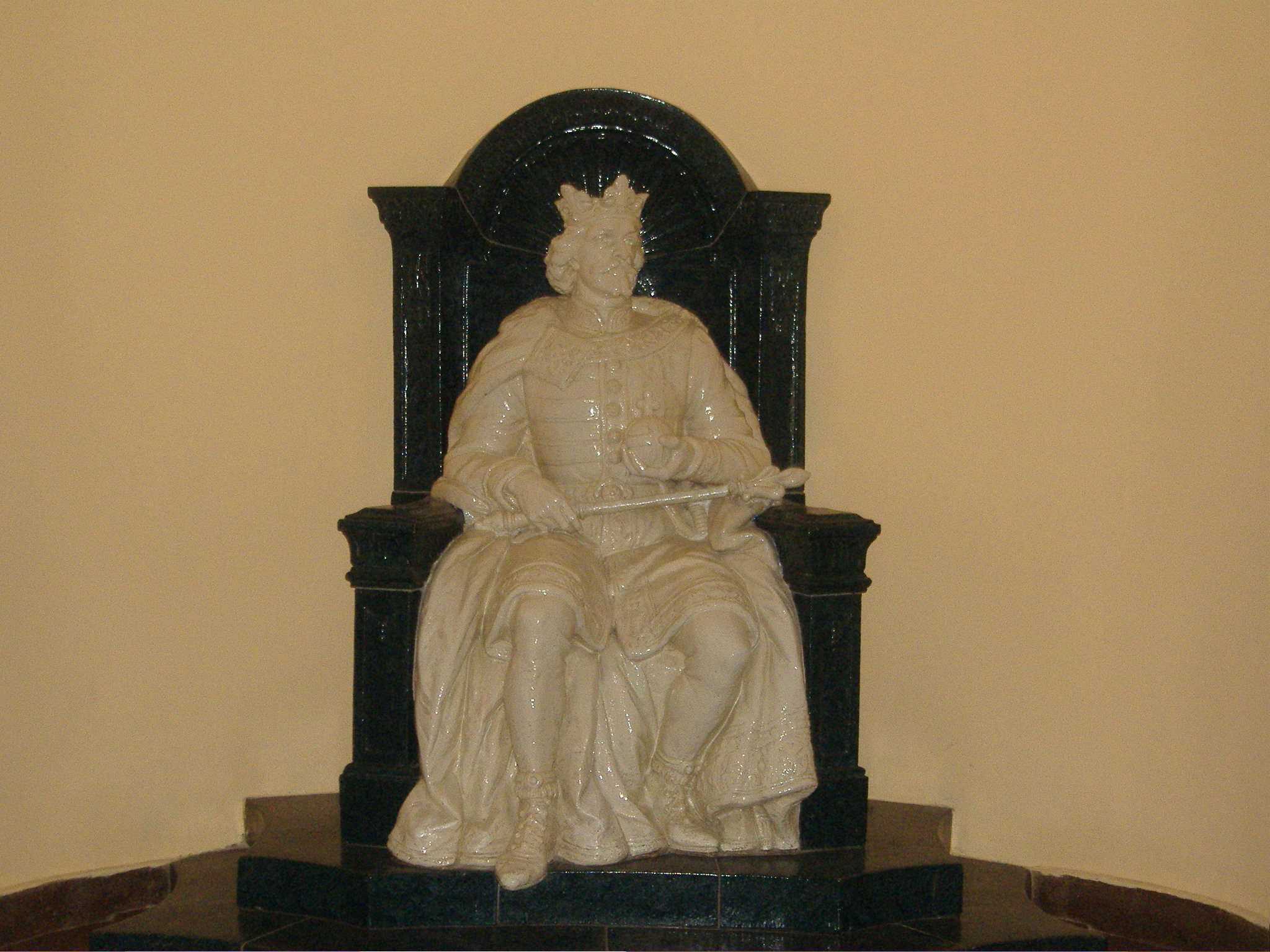
Nagy Lajos király szobra

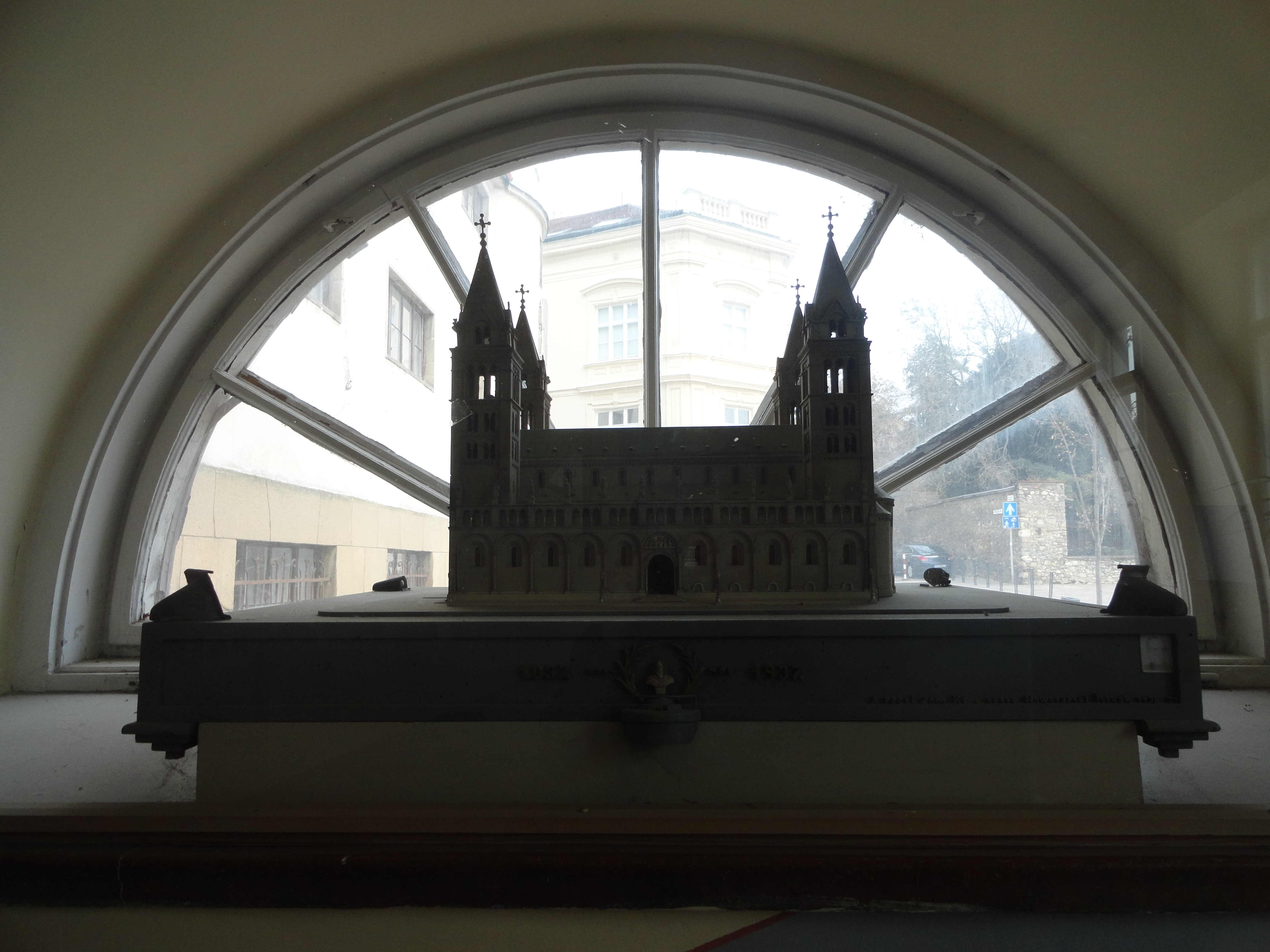
Az iskola előterében található Pécsi székesegyház modellje

Pécs a középkori Magyarország egyik kulturális központjának tekinthető: a székesegyház mellett működő iskola a korban már magasabb műveltséget adott. Nem véletlen, hogy Nagy Lajos király Pécset választotta hazánk első egyetemének székhelyéül. Virágzó kulturális életét a város a reneszánsz korban is megőrizte, sőt fejlesztette. Az ekkor működő székesegyházi iskola a gimnázium egyik elődjének is tekinthető. 1526 illetve 1543, a város török uralom alá kerülése után új korszak kezdődött Pécs kulturális életében is. A török és protestáns iskolák mellett az 1610-es évektől jezsuita iskola is működött Pécsett, mely a gimnázium elődjének tekinthető.

### A jezsuita iskola
A már a török alatt itt működő jezsuiták 1687 novemberében új alapokon álló, valódi jezsuita rendszerű iskola fenntartóiként kezdték meg munkájukat. Jogelődjüknek nem a korábbi iskolájukat, hanem a középkori pécsi iskolákat tekintették.
A pécsi Pallas, amely egykor II. Lajos magyar király idején 1526-ban 4000 diákjával a török hadsereg kegyetlensége miatt kimúlt, ez 1687. évben Újra életre kelt, és november elején mintegy nagy vajúdással újjászületve gőgicsélni kezdett, 16 gyerekkel újra felvirágzott.
A következő években megszerezték az iskola jelenlegi helyén álló épületet, Gázi Kászim pasa dzsámiját és több más telket. A kollégium létesítéséhez Széchényi György esztergomi érsek 50 000 forintos adománya járult hozzá 1694-ben. A Rákóczi-szabadságharc küzdelmei és jogi bonyodalmak következtében az építkezés csak 1724-ben kezdődhetett. Itt működött az iskola a rend 1773-as eltörléséig. A diákság létszáma – a kezdeti 16-ról – előbb mintegy 100 főre, az 1720-as évek közepére pedig már 3-400 főre növekedett.

### A jezsuita oktatás
Az oktatás rendszerét a jezsuita iskolák működését szabályozó, 1599-ben kiadott Ratio Studiorum határozta meg. A tanítási napok száma mintegy 170 volt, délelőtt és délután két-két órával. A hatosztályos gimnázium tananyagának gerincét a grammatikai és retorikai képzés jelentette. Az oktatás az alsóbb osztályokban anyanyelven – valószínűleg magyarul, németül és horvátul egyaránt –, a felső kettőben latinul folyt. Az oktatók közül ki kell emelni Faludi Ferenc költőt, Pray György, Pejacsevich Ferenc és Szalágyi (Salagius) István történészeket. A jezsuita iskolák egyik jellegzetessége a rendszeres időközönként zajló iskolai színielőadások, iskoladrámák, melyek közül az elsőről 1712-ből van adat: A megváltás titka és A Fiatal Sólyom című darab, amelyet 1715-ben a Vinalia Quinqueecclesiensia (Pécsi szüret) című színielőadás követett.

### Viszontagságos évek
A jezsuita rendet 1773-ban XIV. Kelemen pápa erős politikai nyomásra feloszlatta. Október 1-jén olvasták fel Pécsett a rend feloszlatásáról szóló bullát, valamint a Helytartótanács 4681. sz. rendeletét, mely a feloszlatott rend vagyonával kapcsolatos rendelkezéseket tartalmazta. (A Tanulmányi alap veszi kezelésbe.) Az oktatás folytonosságát jelenti, hogy az iskola továbbra is – az egyházmegyei szolgálatba átvett – jezsuita tanárok vezetése alatt működött. Némi vigaszt jelentett, hogy 1776-ban az iskola tankerületi főgimnázium (archigymnasium) rangjára emelkedett.
Komoly változásokat hozott azonban az iskola életében az 1777. augusztus 22-én életbe léptetett I. Ratio Educationis, továbbá az iskola elhelyezésének gondja. Az iskola épületét katonai kórháznak használták, amely súlyos állagromlást idézett elő benne. 1803-ra pedig az iskolát egyszerű gimnáziummá „fokozták le”.
A jozefinizmus kora után egyre inkább felmerült az igény, hogy a gimnáziumot ismét egy szerzetesrend vegye át. A bencések nem tudták vállalni, ezért I. Ferenc király a zirci ciszterci apátnak, Dréta Antalnak adta át az iskolát 1813. február 9-én kelt rendeletével.

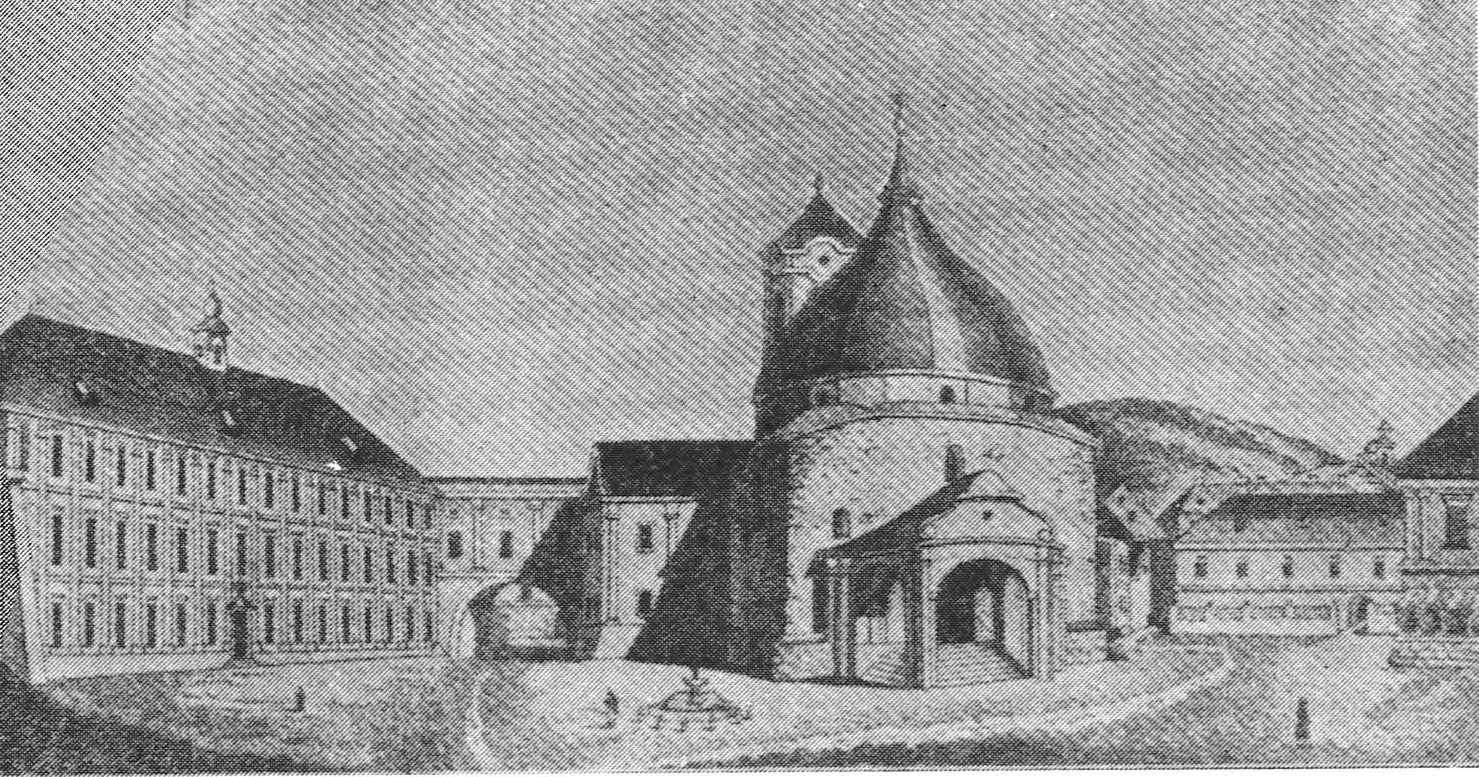
Az iskolát és a belvárosi templomot összekötő átjáró, amit 1862-ben lebontottak

### A ciszterci iskola kezdetei

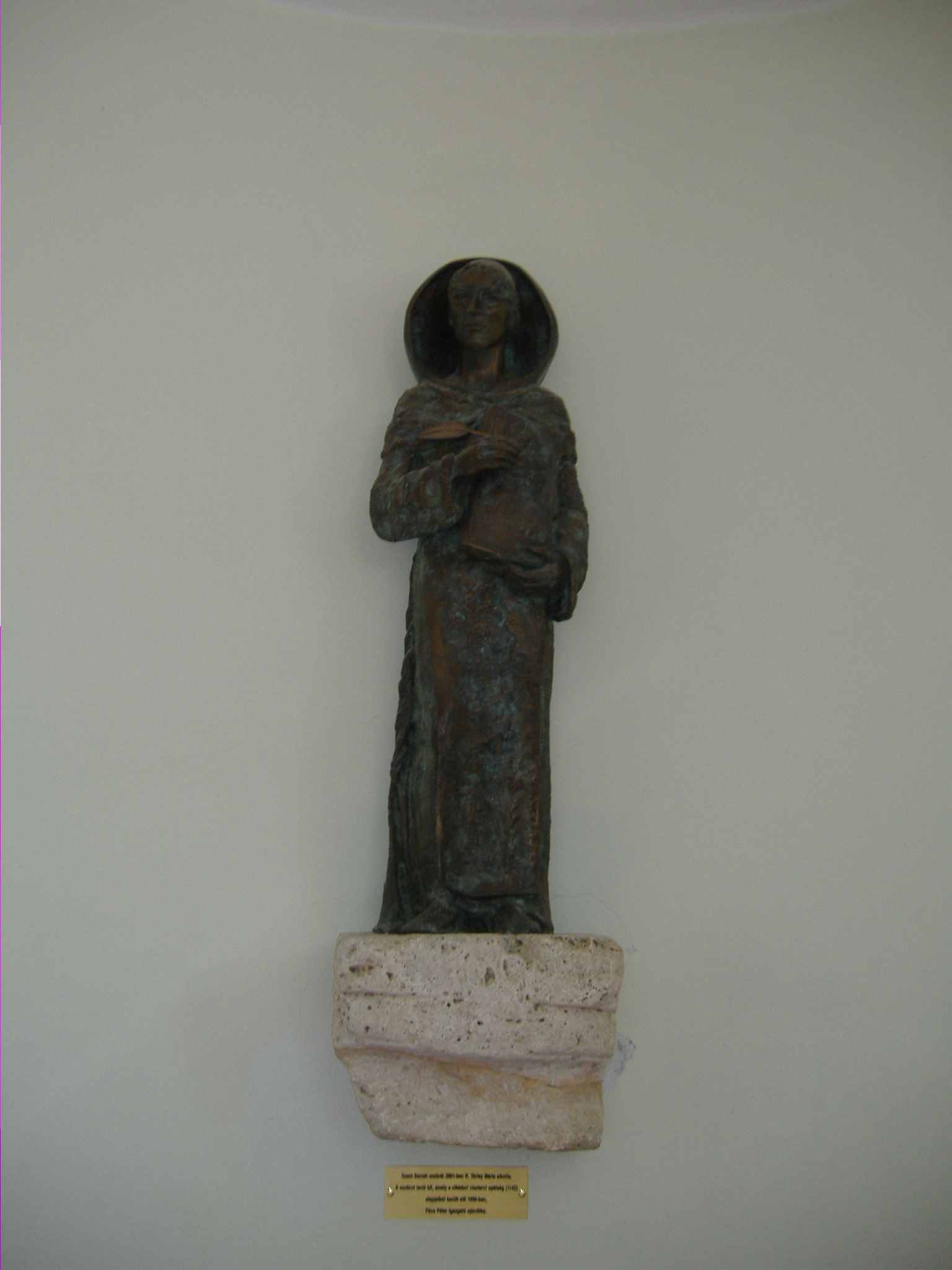
Szent Bernát

Noha az iskola ciszterci kezelésbe vételének gondolata már 1809-ben felmerül, de a napóleoni háborúk ezt késleltették. Végül 1814-ben jelentek meg a ciszterek Pécsett, 1815. október 17-én pedig megkapták a gimnáziumot. Az oktatás a II. Ratio Educationis szellemében zajlott, mely elősegítette a magyar nyelv oktatását és közelebb állt a szerzetesi nevelési elvekhez, mint a II. József alatti gyakorlat. A hatosztályos gimnázium mintegy 400 diákkal működött a 19. század első felében, mely a ciszterciek pécsi működése virágzó korszakának tekinthető. Ezt a virágzást némileg megakasztotta a forradalom, de különösen a szabadságharc, amelynek során először a honvédség és nemzetőrség, majd 1849-től a császári hadsereg vette használatba az iskola épületét. A gimnázium ideiglenesen (1866-ig) a líceum – ma Széchenyi István Gimnázium – épületében működött.
Az addigi iskolafenntartó ciszterci rend a következő évtizedekben súlyos harcokat vívott az iskoláért, részben a püspökkel, részben az állami hatóságokkal. A gimnázium ugyanis részben összeolvadt a líceummal, mivel annak két évfolyamát az oktatási rendelet (Entwurf) a hatosztályos gimnáziumhoz csatolta. Az új típusú, nyilvános, nyolcosztályos „katolikus főtanoda” 1851/52-es tanévben nyílt meg. Régi, de felújított, kibővített épületükbe az 1865/66-os tanévre térhettek vissza a ciszterci tanárok és diákok. Az intézményben kerül sor az első érettségi vizsgára is Pécsett, 1852. szeptember 15-én. Fontos eredmény, hogy 1861. október 5-től a pécsi egyike a 13 kizárólag magyar nyelven oktató főgimnáziumnak.
A magyar nyelvű kultúra ápolására az iskolában 1862-ben megalakult a Pécsi Líceumi Irodalmi Kör, mely 1864-től A Pécs Főgimnáziumi Irodalmi Kör néven folytatta működését. Ez az önképzőkör a nevelő munka igen fontos színtere lett.
Az oktató munkát az iskola három könyvtára, természetrajzi, természettani és éremgyűjteménye, valamint a térképtár, rajzszertár, kottatár segítette. 1868-ban az intézmény az ország egyik legjobban felszerelt iskolája volt.

### Boldog békeidők
A kiegyezéssel új szakasz kezdődött az iskola életében is. Többek között azért is, mert Eötvös József középiskolai reformintézkedései átformálják az iskola életét. A testnevelés – a lex Eötvös nyomán, de megfelelő infrastrukturális feltételek híján is – egyre nagyobb szerepet kap az oktatásban. 1905-ben megjelent a labdarúgás is az iskolában. Az intézmény kivette a részét a felnőttoktatásból is. Ám a gimnázium – értelemszerűen – a középiskolai oktatásra fókuszált továbbra is. A ciszterci rend vezetése egyre nagyobb hangsúlyt helyezett a tanárok tudományos tekintélyének és megóvására és biztosítására. A gimnáziumi évkönyvek tudományos dolgozatai a legkülönbözőbb területekről jelentek meg.
A gimnáziumi Értesítőben megjelent tudományos dolgozatok, 1867–1914 (válogatás)
| Év   | Szerző            | Cím                                                   |
| ---- | ----------------- | ----------------------------------------------------- |
| 1874 | Lontényi Márk     | A szivárvány elmélete                                 |
| 1879 | Szalay Alfréd dr. | A láncztörtekről                                      |
| 1881 | Ács Egyed         | Virág Benedek mint költő és történetíró               |
| 1886 | Gebaur Izor       | A Darvinizmus                                         |
| 1888 | Gebaur Izor       | Volapük                                               |
| 1891 | Ágh Timót dr.     | A pécsi artézi kút                                    |
| 1892 | Békefi Remig dr.  | A szent korona nemzetünk történetében                 |
| 1898 | Békefi Remig dr.  | A ciszterci rend múltja Magyarországon                |
| 1904 | Hang Dániel dr.   | A radioaktív anyagok és az anyagról való mai nézetünk |
| 1907 | Kiss Albin dr.    | A történetírás bölcselete                             |

A természet- és társadalomtudományok képviselői egyaránt kerültek ki az iskola falai közül. Felkészülésüket nemcsak a tanórák, de az egyre gyarapodó szertárak, könyvtár, valamint a tanulmányi kirándulások is segítik. A Julián Iskolaegyesület keretében mintegy 50 horvátországi és Bosznia-hercegovinai, valamint további 10 romániai és bukovinai magyar gyerek tanulhatott ösztöndíjjal a gimnáziumban. A szegény sorsú gyerekeket támogatására további ösztöndíjak és pályatételek álltak rendelkezésre. Az iskola sikerességét, az iskola iránti érdeklődést mutatja az egyre növekvő diáklétszám is. Mindez az iskola épülete bővítésének kérdését is előre vetítette, már az 1906/1907. tanévben. A pénzügyi nehézségek, a háború, az infláció azonban hosszú időre elodázta a tervek megvalósítását.

### A nagy háború – és ami utána következett

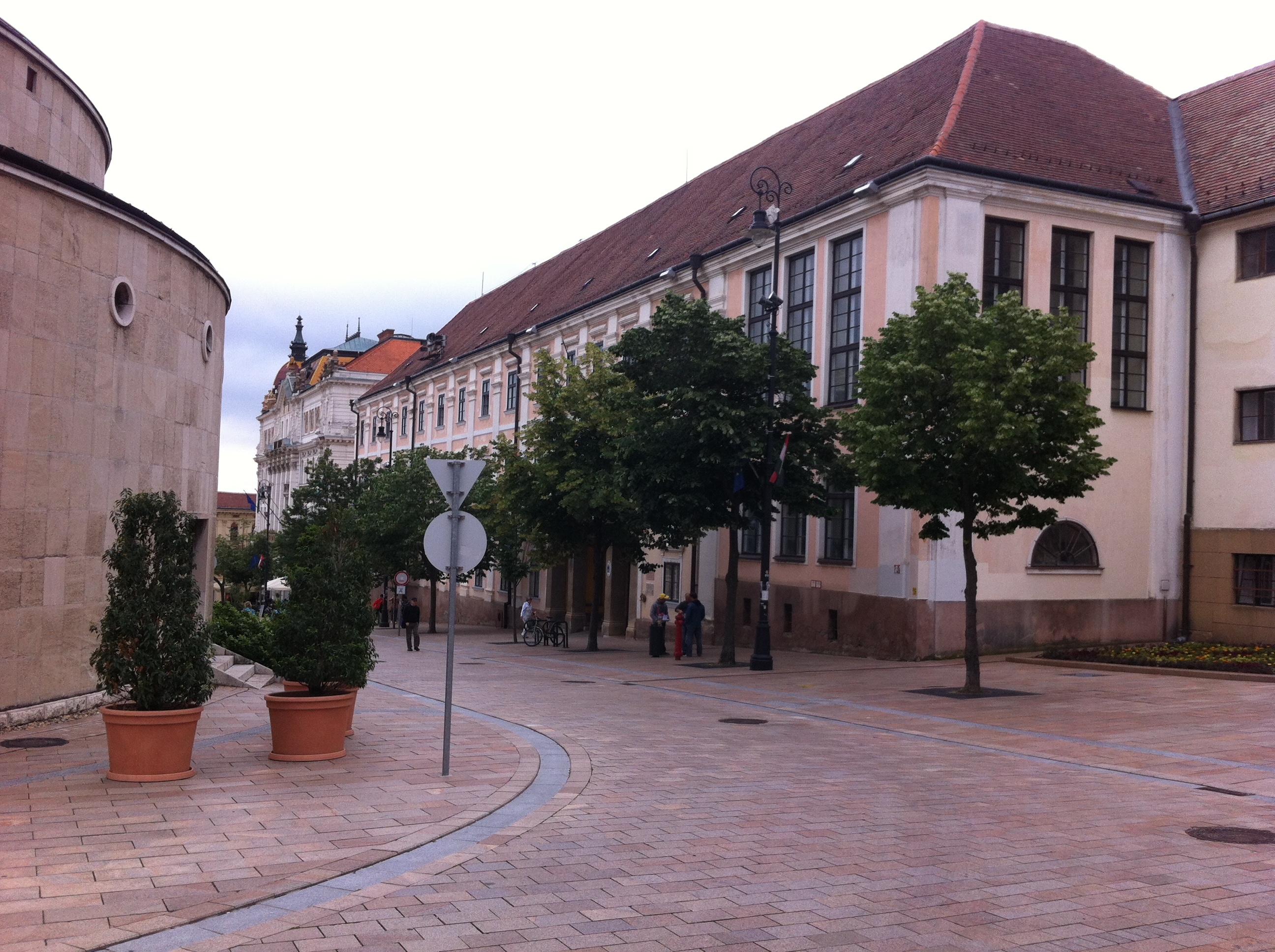
Az épület észak felől

Az első világháború kezdetén az iskola épületét rövid időre ismét katonai célokra használják. Súlyosabb azonban, hogy 1917-től az iskolapadból is hívtak be katonákat, akik rövid tanfolyamok után tettek „hadiérettségit”.
Az 1918-19-es tanévben előbb a „spanyolnátha”, majd a szerb megszállás sújtotta a várost és az iskolát. 1919-től kezdve az iskola igazgatóját, Buzássy Ábelt, valamint több tanulóját érték atrocitások a megszálló szerb hatóságok részéről. Az igazgatót öt alkalommal kihallgatásra rendelték, kétszer túsznak jelölték ki, 1920. szeptember 11-én megbotoztatták.
Végül 1921. augusztus 22-én Pécs felszabadult a szerb megszállás alól. A trianoni határok közé szorult Magyarországon – így az iskolában is – megkezdődött a szellemi ellenállás a békeparancs rendelkezéseivel szemben. A tanítás előtt és után elmondták a Magyar Hiszekegyet. Az 1916-ban alakult cserkészcsapat felújította működését. A Faludi Ferenc nevét felvett önképzőkör is folytatta munkáját. A vallásos egyesületek – főleg a Mária kongregáció – is nagy nevelő szerepet játszottak. Az iskola a Pécsett egyetemet alapító Nagy Lajos királyunk nevét vette fel 1921-ben. 1922-ben megalakult a Ciszterci Diákszövetség Pécsi Osztálya, amely a ciszterci „öregdiákokat” tömörítette. Taglétszáma folyamatosan 5–600 fő körül mozgott.
A történelmi változások mellett szervezeti változás is érintette a gimnáziumot: az 1924/25-ös tanévtől az intézmény reálgimnáziumként működött tovább. Az új keretek között a régi hagyományokat is tovább ápolták: 1926. október 27-én leplezték le az első világháborúban elesett hősök Zsolnay pirogránitból készült emléktábláját.
A világválságot követően pedig 1934. május 1-jén kiírták a pályázatot az új épületszárny terveire. A kivitelezés 1935. március 4-én kezdődött Kőszeghy Gyula és Nagy Márton tervei alapján. Az új épület avatása még abban az évben, október 15-én megtörtént. Az új gimnáziumban 12 tanterem épült, összesen 780 férőhellyel. Mind a tan-, mind az előadótermeket a legkorszerűbb pedagógiai elvek alapján, a legmodernebb berendezésekkel szerelték fel. Az iskola előcsarnokában állították fel Nagy Lajos király életnagyságú szobrát, Nagy Mihály szobrászművész alkotását.

### Az állami Nagy Lajos Gimnázium
A második világháború után államosították a Nagy Lajos Gimnáziumot. 1950. június 8-ról 9-ére virradó éjszaka a pécsi cisztereket – más szerzetesekkel együtt – az Államvédelmi Hatóság emberei fegyveres kísérettel a karmeliták kunszentmártoni kolostorába deportálták. 1950-ben az eddigi 241 fős diákság 526 főre duzzadt. A megingott fegyelmet a „rendgárda” (DISZ) tartotta fenn. 1950-52 között (felkészületlenül) elindult a testnevelési tagozat. A minisztérium 1954. június 26-án kelt 853-G-12/1954. sz. rendelete alapján a Széchenyi István Gimnáziummal való kapcsolat megszűnt. 1963-ban elindult az angol tagozat. Az 1963/64-es tanévtől felmenő rendszerben elindult a kémia–fizika tagozat Kromek Sándor szervezésével. 1963-tól szerveződött egy villanyszerelő és egy szőlész–borász osztály. 1969-től tantárgyként jelent meg a világnézetünk alapjai c. politikai anyag. 1981-től a főhatóság engedélyezte az angol osztály, majd 1986-tól szintén speciális kémia tagozat indítását. A 80-as évek közepére a tanulólétszám 855 fő volt. Az iskola 300 éves fennállását 1987-ben ünnepelte. A beiratkozottak 98%-a sikeres érettségit tett le.

### A rendszerváltás után

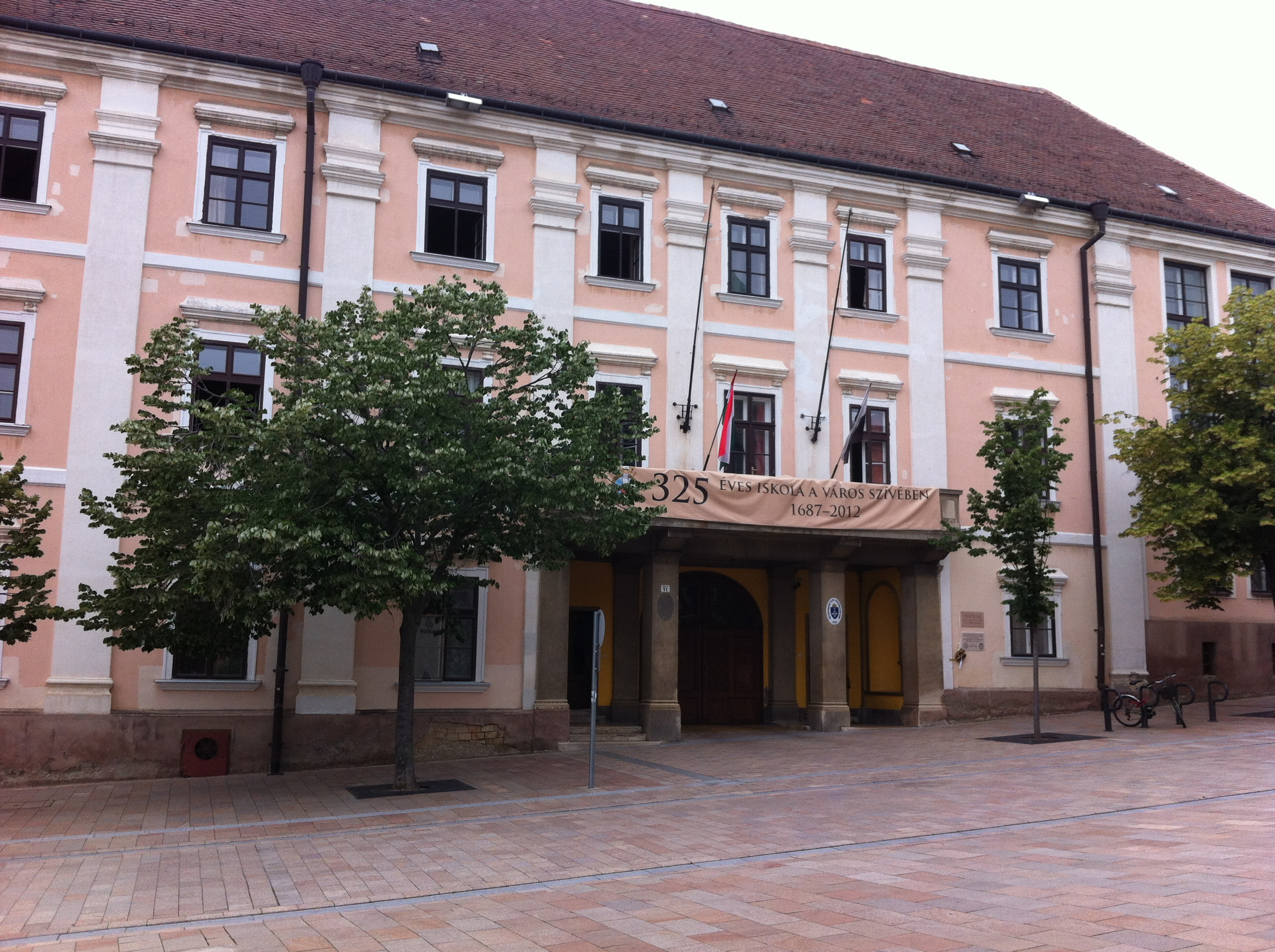
A 325. éves évforduló molinója 2012-ben

A rendszerváltás után a Zirci Ciszterci Apátság 1989. szeptember 22-én visszakapta működési engedélyét. Az iskola ünnepélyes átadása 1993. június 12-én történt meg. 1996-ban ballagtak el az utolsó állami osztályok. Az 1990 előtt tanító pedagógusok közül 2000-ig az évek során 35-en távoztak vagy nyugdíjba vonultak. Helyükre nagyrészt a Ciszterci Pedagógiai Műhelyen képzett tanárokat alkalmazta a gimnázium. 2000/2001. tanévre a tantestület 85%-a kicserélődött, a pedagógusok többsége férfi tanár lett. Az iskola az Öveges-programban „Természettudományok az élhető jövőért” projekt (TÁMOP-3.1.3-11/2-2012-0054) keretében 227 178 834 forintot nyert, melyből került megvalósításra az Inczédy Dénesről elnevezett természettudományi labor megépítése. Az építkezések 2013 nyarán a tanítás befejeztével kezdődtek, amelyek keretében épült labort hivatalosan 2014. december 16-án adták át. 2016-ban a KEHOP-5.2.3 „egyházak épületenergetikai fejlesztései megújuló energiaforrás hasznosításának lehetőségével” projektjének 150 milliós állami támogatásából és 50 millió forintos fenntartói önrészből valósult meg az iskola teljes energetikai korszerűsítése, napelemek felszerelése és a teljes utcafronti homlokzat felújítása.
A HVG által évenként összeállított Középiskola: a 100 legjobb gimnázium és szakközépiskola rangsorban 2014-ben a 73., 2015-ben a 85., 2016-ban a 84., 2017-ben a 81., 2018-ban az 59., 2019-ben a 95., 2023-ban a 93., 2024-ben 65., és 2025-ben 76. helyen végzett az iskola.

## Diákok sikerei

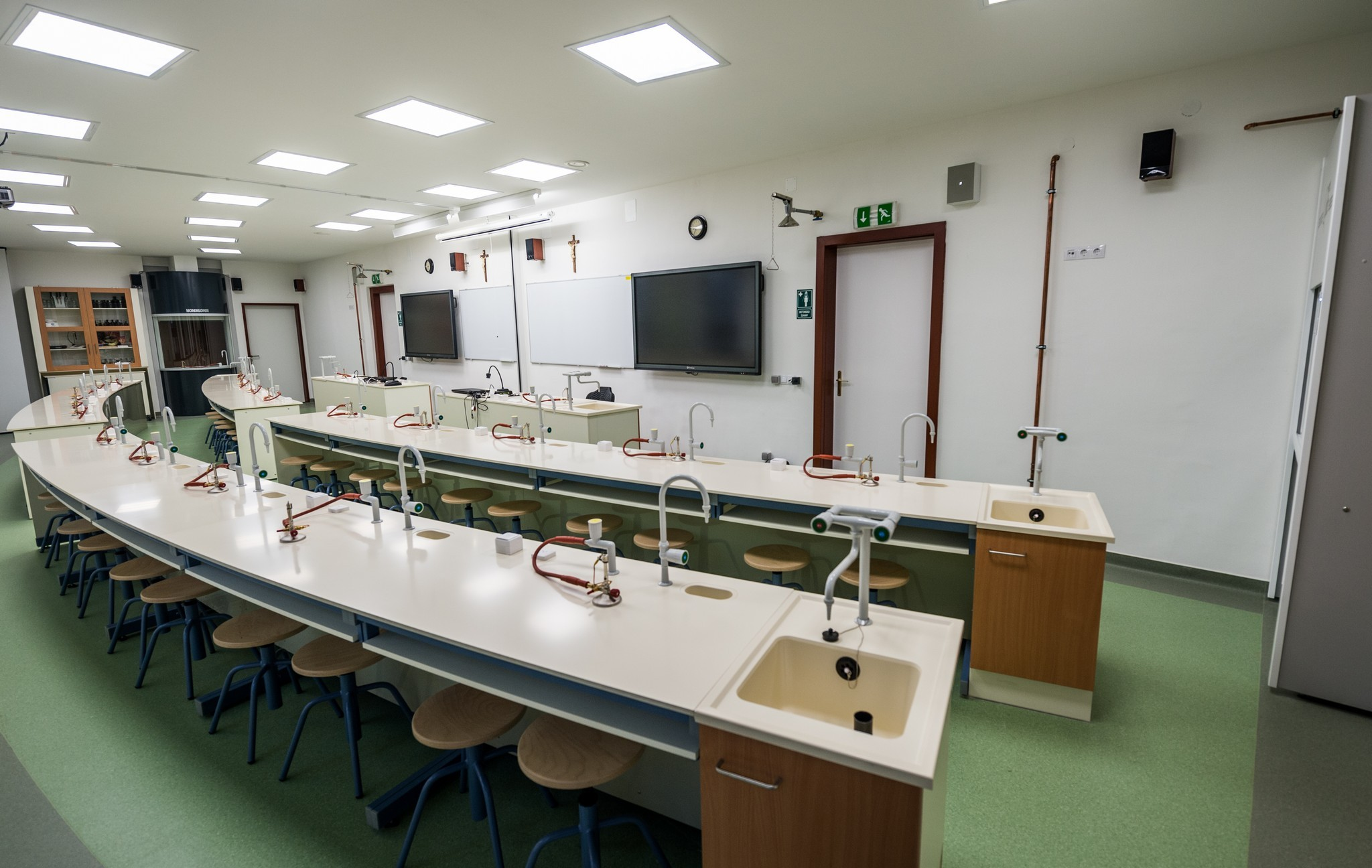
Az Inczédy Dénes természettudományi labor

Országos, regionális tanulmányi és sportversenyeken előkelő helyezéseket értek el az iskola diákjai, és kiemelkedő nemzetközi sikerekkel is gazdagították a gimnáziumot. A legjelentősebb eredménynek számít, hogy az 1998-as, 1999-es és 2000-es években egy-egy tanuló a Nemzetközi Diákolimpiák aranyérmese lett. 1998-ban Csékei Márton Melbourne-ben a 30. Nemzetközi Kémiai Diákolimpián szerzett aranyérmet, 1999-ben a 30. Nemzetközi Fizikai Diákolimpián Padovában Hegedűs Ákos lett aranyérmes, s ezt a sikert 2000-ben Leicesterben (Anglia), a 31. Nemzetközi Fizikai Diákolimpián megismételte egy újabb aranyéremmel. Tehetségét fizikatanára, dr. Orovica Márkné ismerte fel. Teljesítményére a kormány is felfigyelt és Orbán Viktor miniszterelnök a Magyar Polgári Együttműködésért Egyesület nagygyűlésén mondott beszédében Ciszterci Rend Nagy Lajos Gimnáziumáról és Hegedűs Ákosról név szerint is megemlékezett. Nemzetközi sikerei közé számít, hogy az ország középiskolái közt az UNESCO diáknagykövetségre kiírt pályázaton az első két helyet a Nagy Lajos Gimnázium diákjai nyerték el (első helyezett csapat tagjai voltak: Szűcs Bálint, Czvikli Nóra, Fónod Péter, Sütő Hajnalka). Ezen kívül országos szinten is sikereket értek el az iskola diákjai a zene- és tánckultúra területén.

## Tanításon kívüli tevékenység

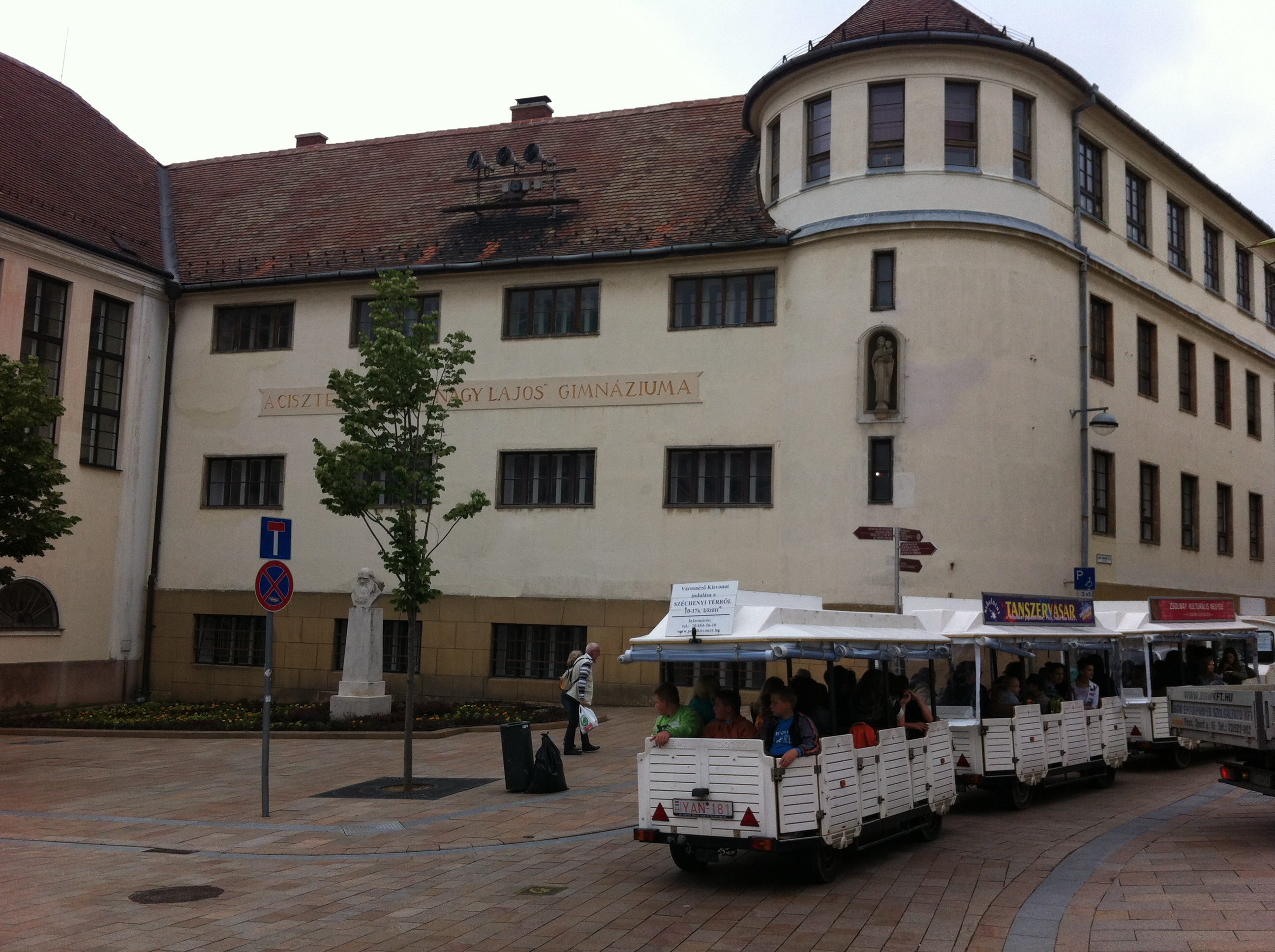
Az épület északi szárnya

A gimnáziumban működik a Faludi Ferenc irodalmi színpad és színjátszó szakkör, és a „Színes” Fehér/Fekete diákújság. Ezenkívül sakk-kör és számos sportkör is a diákok rendelkezésére áll. A diákokat időnként neves személyiségek keresik fel egy-egy előadásra, beszélgetésre. Köztük volt Eperjes Károly, Fa Nándor, Raffay Ernő, Karátson Gábor, Szörényi Levente, Somogyi Győző.

### Szent BenedekSzeretetszolgálat
A Szent Benedek Szeretetszolgálat olyan értékeket közvetít a diákoknak, melyek emberi szempontból elsőrendűek: megtanulni segíteni más embereken, felfedezni az értékeket a rászorulókban. Mindezt az iskola filozófiája szerint csak tapasztalat útján lehet megszerezni, amelyre a közösségi szolgálat olyan lehetőséget biztosít, ami a keresztény fejlődéshez, emberi kiteljesedéshez elengedhetetlen.
2016-tól az érettségi bizonyítvány megszerzésének feltétele 50 órányi közösségi szolgálat elvégzése (20/2012 (VII.31) EMMI rendelet 45. fejezet 133. §), ennek érdekében az iskola társintézményeivel együttműködve olyan programot szervez, melyben a 10. évfolyamos diákok mintegy 35-40 órát teljesíthetnek, személyes tapasztalatokat szerezve a szociális segítségnyújtás terén.
A várható elfoglaltság szeptember elejétől május végéig átlagosan hetente 1-1,5 óra időtartamú. Minden feladatot párosával láthatnak el a gyerekek, így egymást is segíthetik, nehézség esetén helyettesíthetik.
A feladatok nagy részét szociális intézményekben végezhetik (szeretetotthon, kórház, óvoda, hátrányos helyzetűek iskolája stb.) Minden intézményhez egy-egy mentortanár is tartozik, akihez problémáikkal fordulhatnak a diákok, illetve egy kapcsolattartó személy az adott intézmény részéről.

### Zenei élet

#### Laudate Kórus

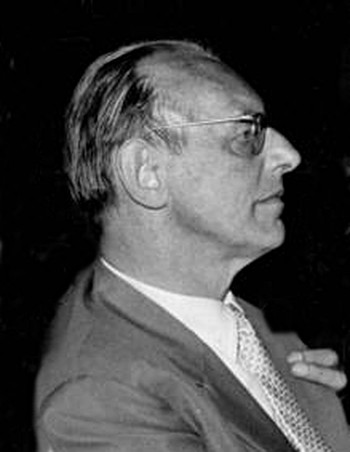
Carl Orff

A vegyeskart 1999-ben alapította Nagy Ernő. 10 év alatt az együttes Európában is sikereket aratott. A kórus irányítását és a benne egyidejűleg működő Laudate fiú kamarakórust 2009-ben Havasi Gábor vette át. A kórusból „kiöregedő” (gimnáziumi tanulmányaikat befejező) fiatalok tovább énekelhetnek az 1999-ben alakult Serafi kórusban. A Laudate kórus jelenleg 58 tagot számlál.

#### Orff zenekar

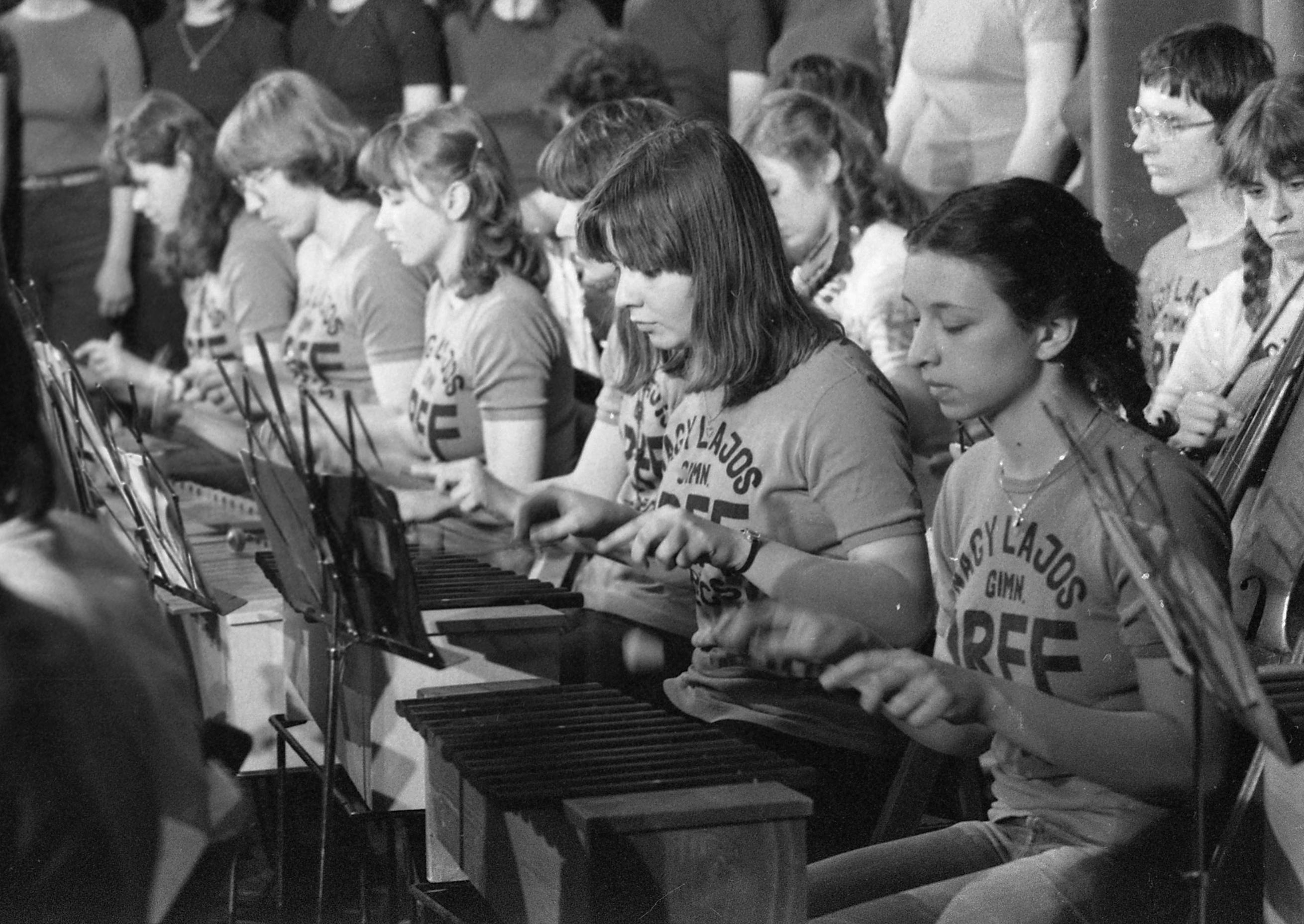
Az Orff zenekar 1982-ben

Magyarország első Orff-együttese 1965 szeptemberében alakult Ivasivka Mátyás karnagy vezetésével. Ivasivka Mátyás 1963 tavaszán Igor Stravinskynak, Benjamin Brittennek, Paul Hindemithnek, Carl Orffnak és más híres zeneszerzőknek írt levelet azzal a szándékkal, hogy küldjenek párat a Magyarországon nem beszerezhető kottáikból. Ettől fogva az együttes fontos kapcsolatot ápolt Carl Orff-fal, aki másfél évnyi levelezés után 1965 tavaszán az iskolába egy garnitúra Orff-ütőhangszereket, hanglemezeket és útmutatókat küldött. Carl Orff Rota című vegyeskari, Orff-zenekari, az 1972-es müncheni olimpia megnyitására írt művét az együttes a pécsi Liszt-teremben a világon másodikként mutatta be. 2000-ben Borbás Lili vette át a zenekar vezetését, akit 2004 szeptemberétől 2009-ig Szőts Annamária helyettesített. A zenekar 2001 júliusában részt vett a Münsterschwarzachban az I. Bencés Világtalálkozón, ahol Magyarországot képviselték. 2003-ban szerepeltek a Paradicsomkert-Varázsdoboz rendezvényen a pécsi Tettyén. A 2004-es Helikonon a legjobb kísérőprodukció díját kapták, és 2010-ben az I. Pécsi Diákfesztiválon „egyéb” kategóriában gyémánt minősítést kaptak. A zenekarral több alkalommal készített CD-felvétel Szőts Annamária és (Borbás) Csák Lili is. A zenekar a megalapítás 50. évfordulóját 2015. április 10-én nagyszabású koncerttel ünnepelte.

#### Zengető együttes
A Ciszterci Rend Nagy Lajos Gimnáziumának népzenei együttese, a Zengető 2002 februárjában alakult Bergics Lajos vezetésével. Célja az, hogy megismerje és bemutassa a magyar hangszeres népzenét, különös tekintettel annak szakrális kapcsolataira. Eddigi működése során a zenekar számos sikert mondhat magáénak. Három alkalommal nyerte el a Helikon Fesztivál népzenei fődíját. Díjakat és elismerést szerzett népzenei vetélkedőkön, fesztiválokon.
A Zengető rendszeresen fellép az iskola rendezvényein, kíséri a Magura táncegyüttest, amely szintén a gimnázium együttese. Bemutatkozott Németországban, Lengyelországban, két alkalommal Törökországban, 2006-ban önálló CD lemeze jelent meg. Felkészítőtanáruk Bergics Lajos, aki 13 diákkal dolgozik a zenekarban.

#### CDfelvételek
- 2000: Ardere et lucere – Ivasivka Mátyás
- 2001: Laudate I. – Nagy Ernő
- 2004: Laudate II. – Nagy Ernő
- 2005: Nyílj meg szívem – Bergics Lajos, Zengető
- 2007: Jesus Dulcis Memoria – Nagy Ernő
- 2009: Laudate-válogatás – Nagy Ernő
- 2010: Zene nélkül... – Csák Lili, Orff zenekar

### Faludi FerencIrodalmi Színpad
A gimnáziumban Kalász Gyula élesztette föl a korábban nagy hagyományokkal rendelkező diákszínjátszást, amikor megszervezte, majd éveken át vezette a Faludi Ferenc Színpadot. A társulat több sikeres bemutatót tartott, és többször képviselte a gimnáziumot a Helikoni Ünnepségeken. 2006-ban Fafestmény című előadásával arany minősítést nyert az együttes. Kalász Gyula nyugdíjba vonulását követően Mikuli János, a Janus Egyetemi Színház vezetője vette át a színpad irányítását. 2008-ban Pilinszky János verses meséje, a Kalandozások a tükörben című játék a Helikonon arany minősítést kapott. A társulat 2009-ben balladát vitt színre. Kőmíves Kelemen történetét a népballadák szövegváltozatainak és Sarkadi Imre novellájának felhasználásával elevenítették meg. 2010-ben Keszthelyen, a Helikonon ez az előadás képviselte a gimnáziumot, és arany minősítést szerzett.

### Diákújság

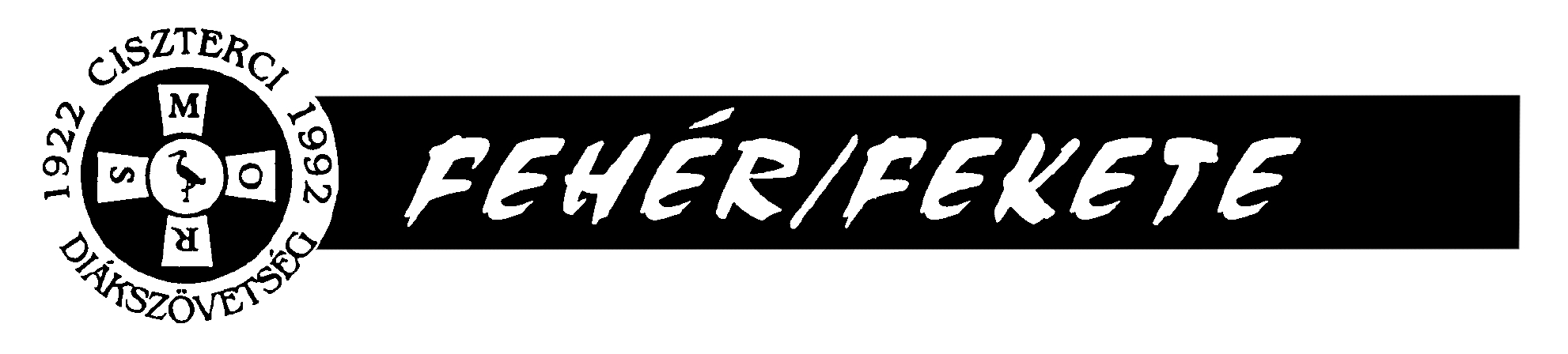
Az 1991-től megjelenő Fehér/Fekete logója

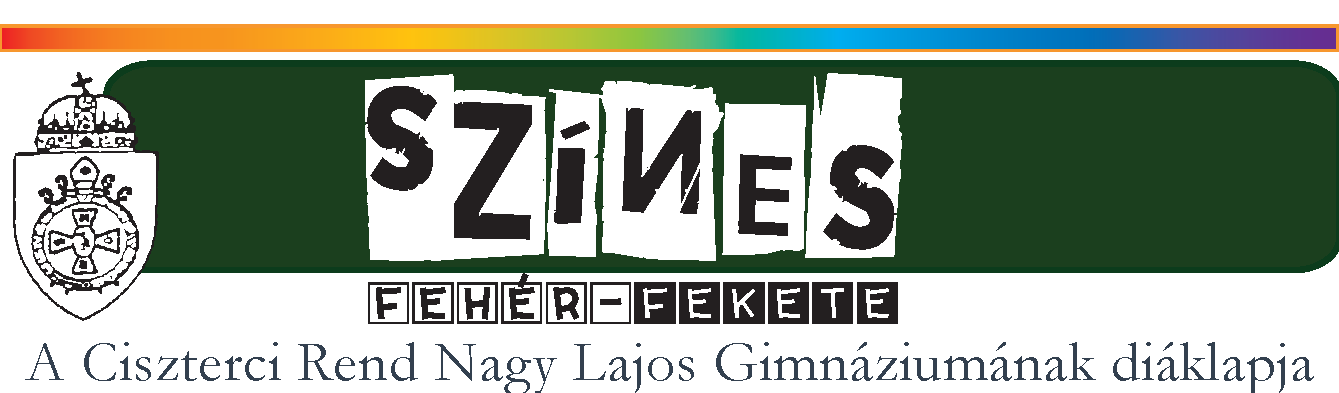
A 2005-től használt közös logó

A Fehér/Fekete című diákszövetségi lap 1991-től folyamatosan jelenik meg, korábban önállóan, jelenleg a Színes mellékleteként. A diákok lapja a Színes nevet viseli, 1994-ben jelent meg először. A két lap 2005 húsvétján összeolvadt Színes Fehér/Fekete néven. Azóta minden tanévben négy alkalommal: Veni Sancte, Karácsony, Húsvét, Te Deum.

#### Főszerkesztők
- Antal Emília (1994 őszétől – 2002 nyaráig, 2009 őszétől – 2010 őszéig)
- Dobosi László (2002 őszétől – 2007 őszéig)
- Kovács Gusztáv (2007 karácsonyától – 2013 nyaráig)
- Üveges Andrea (2007 karácsonyától – 2009 nyaráig)
- Czimmermann Csilla (2010 karácsonyától – )[32]

### Sport
A kötelező testnevelési órákon játszott sportokon kívül lehetőség nyílik más sporttevékenységekre is: aerobic, floorball, lovasíjászat, vívás, futás, gyógytorna, kézilabda, foci, kosárlabda, röplabda, tollaslabda, torna, túrázás, úszás.

### Mezei iskola
2011 szeptemberétől „üzemszerűen” működik az iskola kezelésében Átán mezei iskola. Célja, hogy a diákokkal megismertesse a hagyományos, természetközeli világ értékeit, a termelő, alkotó munka élményeit.
Az építés befejeztével az épület alkalmas lesz 35-40 fős osztályok befogadására, elszállásolására.
A gazdasági udvarban baromfiak (csirkék, kacsák, ludak, gyöngyösök, pulykák), néhány hagyományos sertés (elsősorban mangalica), néhány juh (gyimesi és hortobágyi racka), kecskék, két fejőstehén és egy pár kocsizásra és lovaglásra is alkalmas ló, valamint két ősi magyar kutyafajta képezné az állatvilágot. Mindezt kiegészíti egy kisebb méhes, amit a már részben kiültetésre került gyümölcsösben kerülne elhelyezésre. A terület többi részén pedig takarmánynövények (kukorica, napraforgó, tök, répa) termesztése folyna az állatállomány számára.
A termelés a lehető legkevesebb kemikália felhasználásával történne. Ez a hagyományos gazdálkodás megfeleltethető az öko- vagy biogazdálkodásnak.
2011 szeptemberétől a tanév rendjében és az iskolai programban szerepel, hogy minden osztály egyik fele vagy tavasszal vagy ősszel egy munkanapon a házban és a gazdasági udvarban tevékenykedik, kiegészülve a néprajzos segítőkkel. Így minden diák négyszer, illetve hatszor biztosan találkozik a kétkezi munkával és a közösséget erősítő helyzettel. Mindez szervesen illeszkedik az új oktatási-nevelési elképzelések közé, ahol a diákoknak érettségi előtt 50 órát dolgozniuk kell.

## Híres tanárai

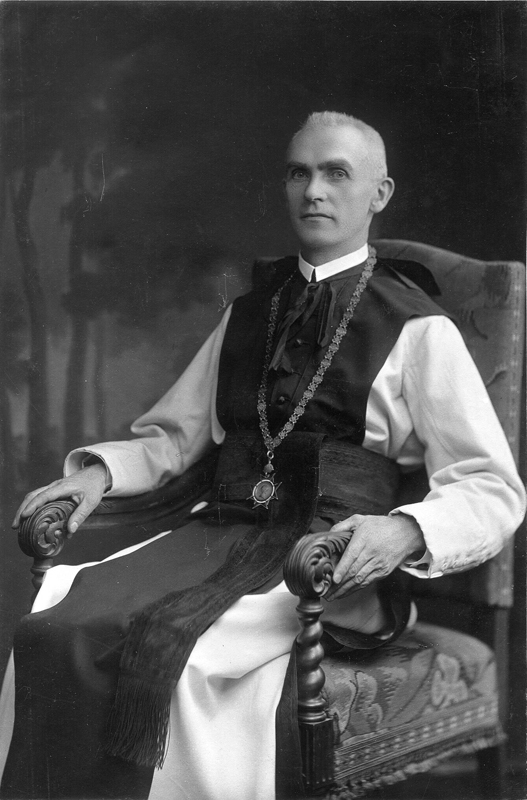
Békefi Remig

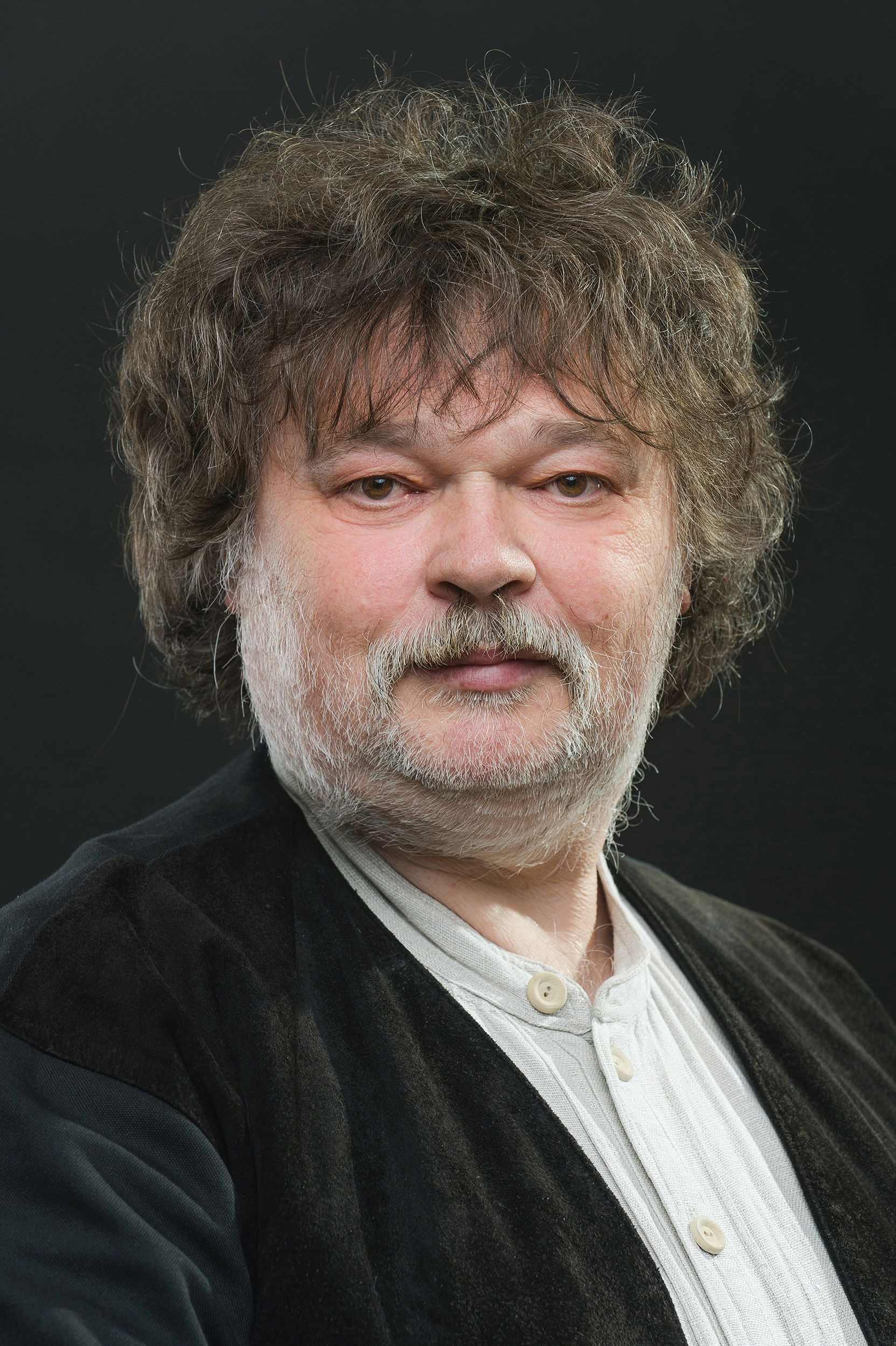
Bergics Lajos

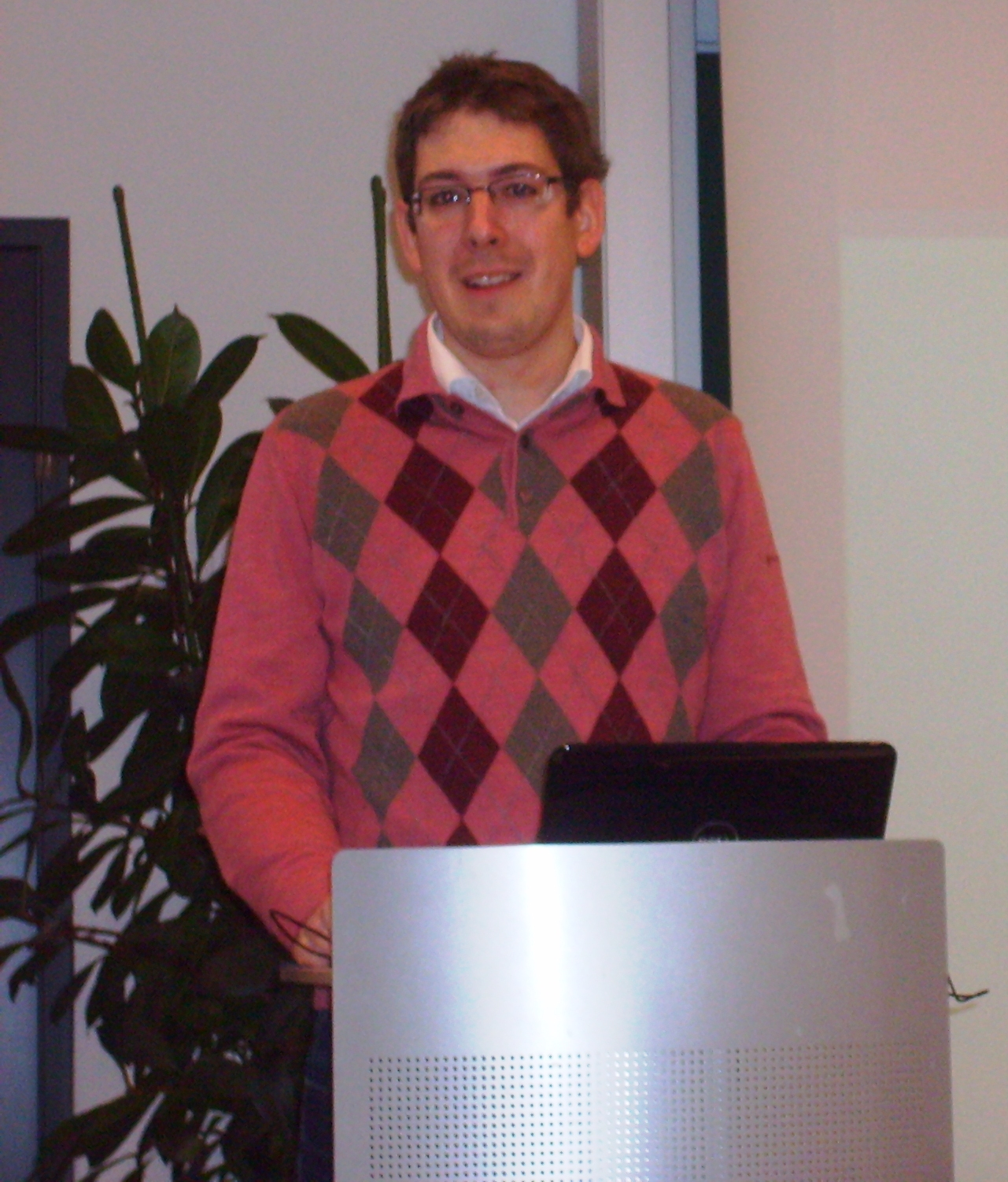
Kovács Gusztáv

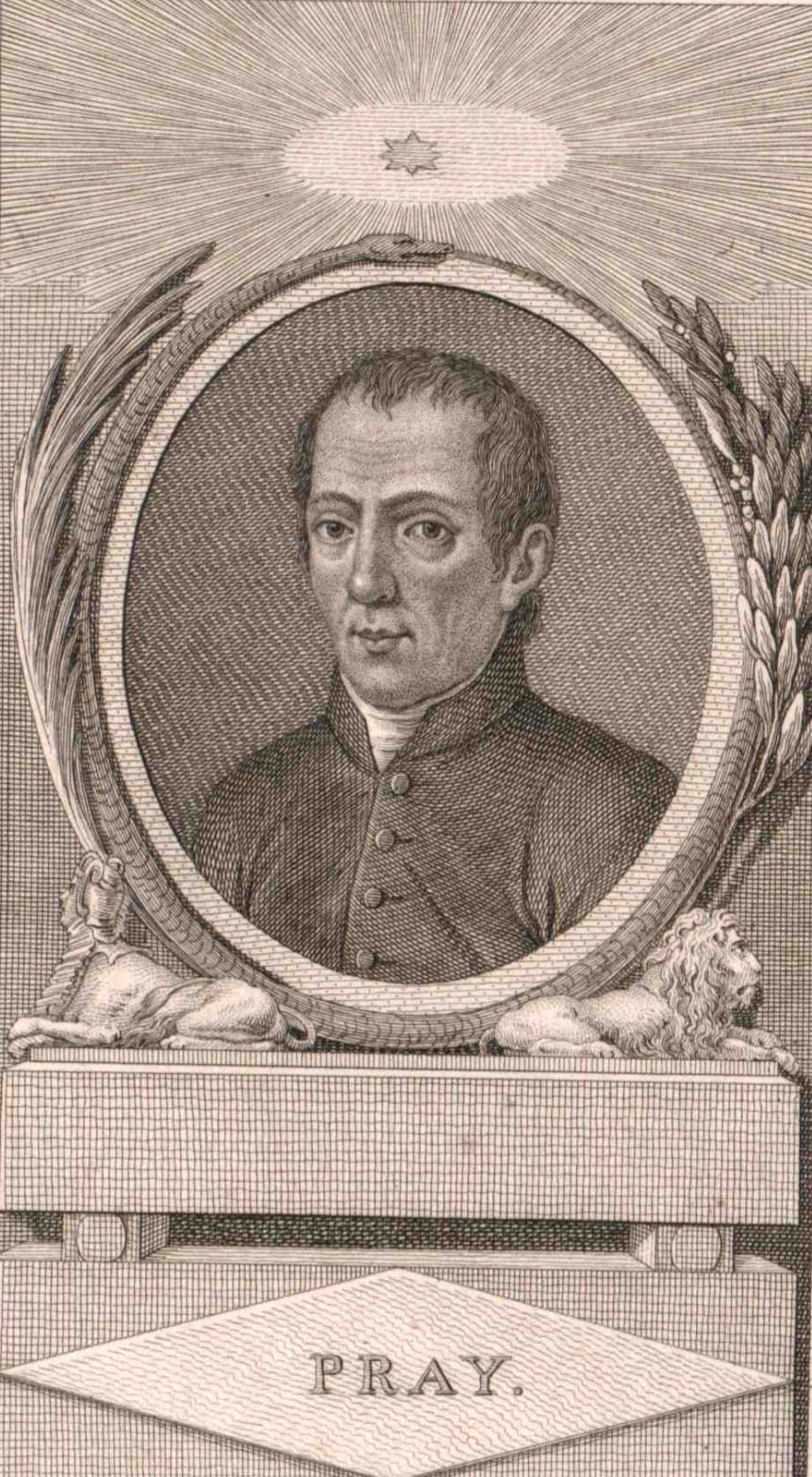
Pray György

- Ágoston Julián Imre ciszterci szerzetes
- Arató László[35]
- Arató Miklós Orbán ciszterci szerzetes[35]
- Árvai György jezsuita szerzetes, költő
- Ballér Endre pedagógus[36]
- Bartusz-Dobosi László író
- Baumgartner Alán Ferenc ciszterci szerzetes[35]
- Bécsy Tamás irodalmár
- Békefi Remig ciszterci szerzetes, művelődéstörténész és egyetemi tanár (1880–1890)
- Bergics Lajos előadóművész, tanár, Baranya Megye Díszpolgára (2014)
- Bertalanfi Pál jezsuita szerzetes, egyházi és földrajzi író
- Bitter Illés Béla ciszterci szerzetes[35]
- Bognár József nyelvész
- Böröcz Marcell ciszterci szerzetes[35]
- Buzássy Ábel ciszterci szerzetes, klasszika filológus
- Czéh László tanár, testnevelő, kosárlabdázó, kosárlabdaedző
- Cseh László festő
- Deáky Hónor ciszterci szerzetes[35]
- Dékány Árpád Sixtus ciszterci szerzetes, zirci apát
- Dornis Gáspár György ciszterci szerzetes
- Fábián István irodalomtörténész, egyetemi magántanár (1948–1961)
- Faludi Ferenc jezsuita szerzetes, költő
- Gebaur Izor ciszterci szerzetes, a volapük nyelv kutatója
- Horvát Adolf Olivér ciszterci szerzetes, botanikus[37]
- Horváth Dániel ciszterci szerzetes, a jénai akadémia tagja
- Inczédy Dénes Ágoston ciszterci szerzetes
- Ivasivka Mátyás zenetudós[35]
- Juhász Norbert János ciszterci szerzetes, teológiai doktor, királyi tanácsos
- Kiss Albin Ferenc ciszterci szerzetes[35]
- Klamarik János pedagógus, államtitkár
- Kovács Gusztáv teológus
- Kőszeghy László jezsuita szerzetes, tanár, csanádi püspök
- Kromek Sándor kémia-fizika szakos tanár
- Kühn Szaniszló ciszterci szerzetes, tanár
- Lentényi Márk ciszterci szerzetes, tanár
- Lóskay Bekény ciszterci szerzetes, tanár
- Maczki Valér ciszterci szerzetes, tanár
- Magdics Gáspár ciszterci szerzetes, tanár
- Májer Móric természettudós, botanikus, Baranya megye flórájának volt kutatója, ciszterci szerzetes (1849–1863)
- Mangin Károly ciszterci szerzetes, tanár
- Marosi Arnold ciszterci szerzetes, tanár, régész, muzeológus
- Marosy György Cézár ciszterci szerzetes[35]
- Mátyás Flórián nyelvész, történész, az MTA tagja, Anonymus korának meghatározója (1858–1863)
- Mészáros Amand ciszterci szerzetes, tanár
- Mócs Szaniszló Gyula ciszterci szerzetes, tanár, bölcsészdoktor
- Módly Dezső ciszterci szerzetes[35]
- Molnár Rajmund ciszterci szerzetes[35]
- Nyolczas Ipoly ciszterci szerzetes[35]
- Oppermann Balduin ciszterci szerzetes[35]
- Petrovich Ede történész, kanonok
- Pray György jezsuita szerzetes, történész, a „Halotti beszéd és könyörgés” megtalálója (1745)
- Puhr Ferenc nyelvész, germanista
- Rajczi Péter Pál jogász, tanár[38]
- Simor Ferenc klimatológus
- Spangár András jezsuita szerzetes, tanár
- Szabó István jezsuita szerzetes, tanár
- Szalay Alfréd ciszterci szerzetes, házfőnök
- Szeredy József apátkanonok, joglíceumi tanár
- Takács Henrik ciszterci szerzetes, tanár, perjel
- Vargha Damján György ciszterci szerzetes[35][39]
- Vass Bertalan ciszterci szerzetes, főgimnáziumi igazgató
- Vutkovics Sándor tanár, irodalomtörténész

## Híres diákjai

### A–Cs

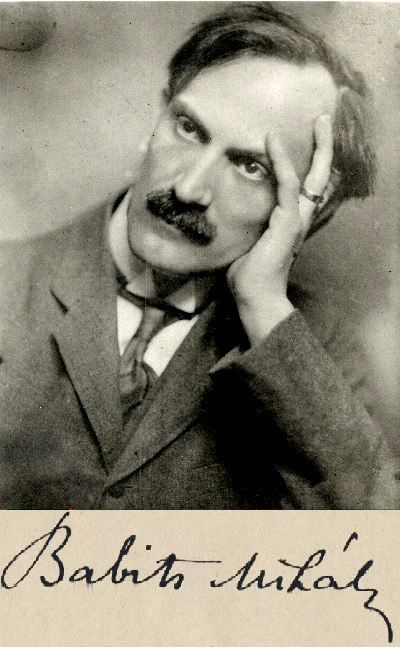
Babits Mihály

- Abay Nemes Oszkár politikus, jogász, úszó, olimpikon.
- Aidinger János pécsi polgármester (1875–1896)[35]
- Amtmann Prosper fuvolaművész, zeneszerző
- Angster József orgonaépítő
- Angyal Pál büntetőjogász
- August Šenoa horvát író
- Babits Mihály költő, író
- Bagi István jogász, alkotmánybíró[40]
- Bagossy László Jászai Mari-díjas színházrendező, író
- Balikó Tamás színész, rendező, színigazgató
- Bán Endre katolikus pap, teológiai tanár, a Pécsi Hittudományi Főiskola rektora
- Bánffay Simon jogász, politikus, az első pécsi hetilap alapítója
- Barakonyi Károly villamosmérnök, a Janus Pannonius Tudományegyetem rektora (1994-1997)
- Baranyai Aurél gyógyszerész, helytörténész
- Bárdos Kornél Albert ciszterci szerzetes, zenetörténész
- Báró Biedermann Imre mezőgazdász, országgyűlési képviselő, a kommunista diktatúra áldozata
- Beksics Gusztáv ügyvéd, hírlapíró, műfordító, országgyűlési képviselő[35]
- Bécsy Ágnes irodalomtörténész, egyetemi tanár
- Bizse János festő, rajzpedagógus
- Bohus Béla orvos, neurobiológus
- Boros Béla szemész, egyetemi tanár
- Boros István biológus, a felszabadult Baranya első főispánja
- Boross László biokémikus, egyetemi tanár
- Böszörményi Nagy György tüdőgyógyász, pulmonológus egyetemi tanár
- Buday-Sántha Attila agrármérnök, környezetgazdász
- Buday László statisztikus, egyetemi tanár, az MTA levelező tagja
- Brenner János, az 1956-os forradalom utáni egyházüldözés mártírja[41]
- Brisits Ervin Frigyes ciszterci szerzetes, irodalomtörténész, akadémikus
- Cserháti József pécsi püspök
- Csordás Gábor költő, szerkesztő

### D–F
- Dalos Patrik oratoriánus szerzetes, bibliafordító
- Dárdai Pál labdarúgó, vezetőedző
- Debreczeni László orvos, író, szabadságharcos
- Dietrich Ignác jogász, országgyűlési képviselő
- Dischka Győző mérnök, a Főreáliskola igazgatója
- Fáncsy Lajos színész
- Fináczy Ernő neveléstörténész
- Fodor József orvos, egyetemi tanár
- Font Márta történész, egyetemi tanár
- Frankenburg Adolf író[35]
- Frei Tamás újságíró, író, műsorvezető
- Frei Zsolt Széchenyi-díjas fizikus, egyetemi tanár
- Fridrich Sándor gyógyszerész

### G–J
- Garay János író

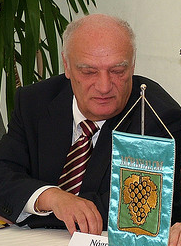
Gráf József

- Gógl Árpád politikus, orvos, egészségügyi miniszter (1998–2000)
- Gosztonyi Gyula építész
- Gráf József politikus, földművelésügyi miniszter (2005–2010)
- Györke József nyelvész, könyvtáros, az MTA tagja
- Győri József gépészmérnök, a Bóly Rt. vezérigazgatója
- Győry Emil színész
- Gyüdi Sándor Liszt Ferenc-díjas karmester, színigazgató
- Hal Pál katolikus pap, helytörténész
- Halmos Ferenc földmérő mérnök[42]
- Hamerli Iván az 1956-os forradalom hősi halottja
- Hanuy Ferenc egyetemi tanár, kanonok
- Haragó József katolikus pap, egyházi író
- Hergenrőder Miklós kanonok, karnagy, zeneszerző
- Hermann István Egyed premontrei szerzetes, egyháztörténész, egyetemi tanár
- Herpay Imre erdőmérnök[43]
- Hervay Ferenc Levente ciszterci szerzetes, történész
- Hetényi Varga Károly író
- Jéki László fizikus, tudománytörténész[44]
- Jobst Kázmér akadémikus, egyetemi tanár, Pécs díszpolgára
- Johan Béla orvos, egészségpolitikus, az MTA levelező tagja

### K–M
- Kádas István orvos, patológus[45]

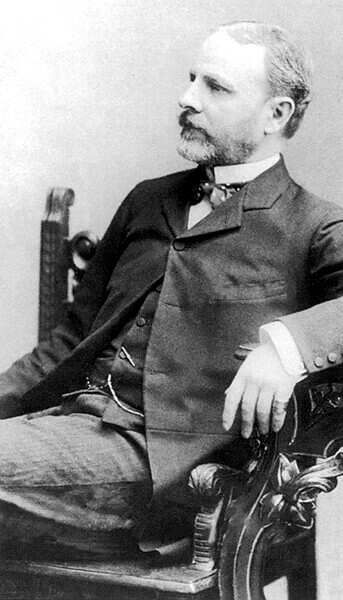
Khuen-Héderváry Károly

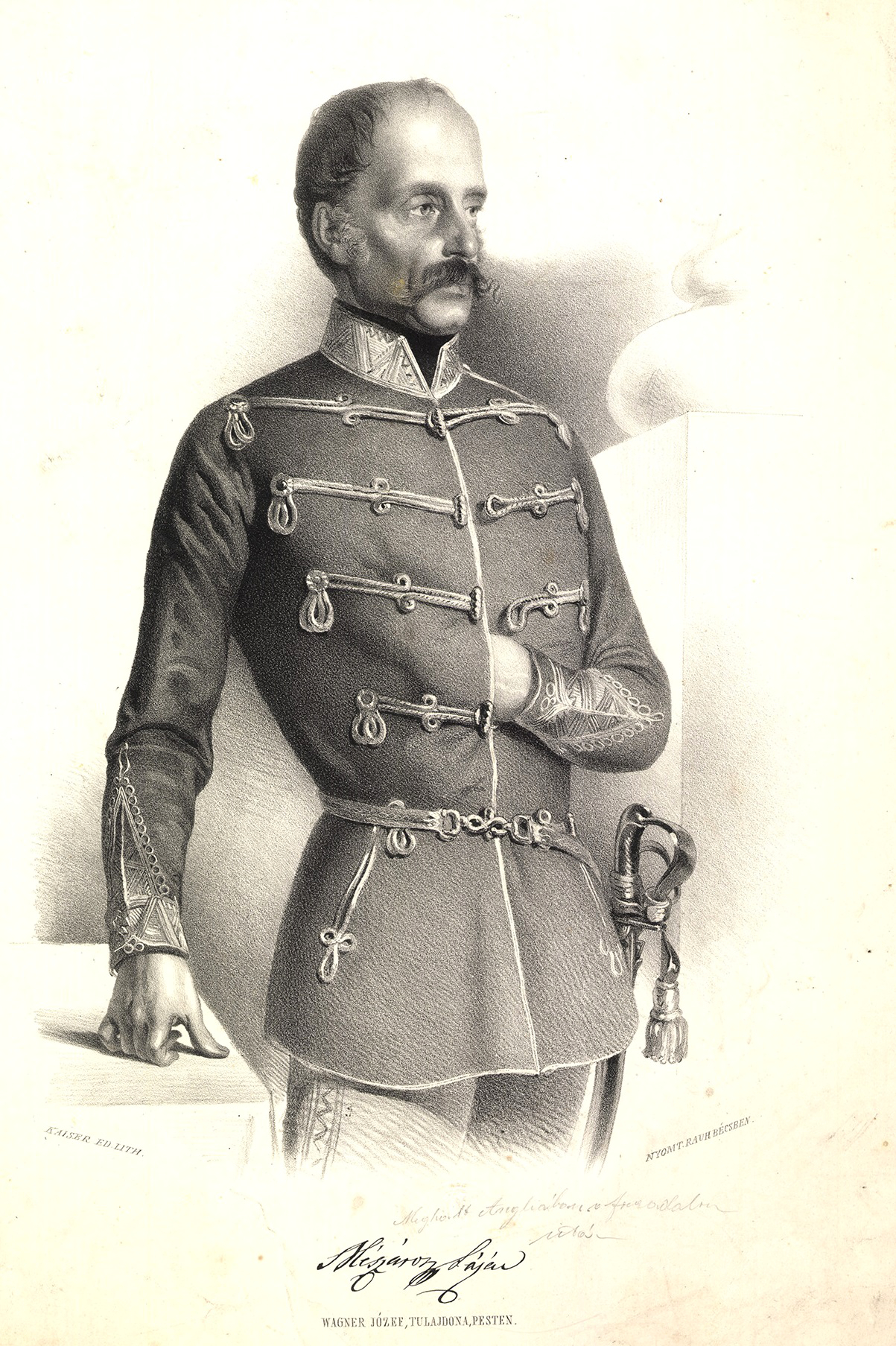
Mészáros Lázár

- Kádár Béla közgazdász, akadémikus, a nemzetközi gazdasági kapcsolatok minisztere (1990–1994)
- Kalász Márton Kossuth-díjas író
- Kandech Evelyne énekes, a Megasztár első szériájának 4. helyezettje
- Károly Róbert zeneszerző
- Keresztes-Fischer Ferenc politikus, belügyminiszter (1931–35, 1938–44)[35]
- Kert Attila újságíró
- Kertész Endre ügyvéd, Baranya vármegye főispánja, forradalmár
- Kézdi Balázs orvos, pszichológus, pszichiáter[46]
- Khuen-Héderváry Károly politikus, miniszterelnök (1903, 1910–1912)[35]
- Klie Zoltán festőművész, grafikus
- Kóczián Sándor[35]
- Konkoly-Thege Aladár orvos, író
- Kontra Ferenc író
- Krauter András geodéta, címzetes egyetemi tanár
- Lábady Tamás jogász, egyetemi oktató, alkotmánybíró
- Lakits Ferenc csillagász
- Legenyei József színész, konferanszié, bemondó
- Liebmann Katalin újságíró, politikus
- Magyarlaki József gimnáziumi tanár
- Magyarlaki Tamás kutató orvos
- Makay Gusztáv irodalomtörténész, kritikus, egyetemi tanár
- Martyn Ferenc Kossuth-díjas festőművész
- Matyi Dezső könyvkereskedő, üzletember
- Mattyasovszky Zsolnay Miklós a Zsolnay-gyár cégvezetője[47][48]
- Mendlik Ferenc matematikus
- Mészáros Lázár altábornagy, 1848–49-es hadügyminiszter
- Millner Tivadar vegyészmérnök, az MTA tagja
- Mitterpacher József matematikus, egyetemi tanár
- Mitterpacher Lajos a mezőgazdaságtan első egyetemi tanára
- Mohay András orvos-gyermekgyógyász, cserkészparancsnok
- Molnár Farkas építész
- Molnár Zoltán költő

### N–Ő
- Nádor Tamás zenei szakíró
- Nagy Ignác író[35]
- Ováry Kelemen jogtörténész

### P–R
- Pankotai Lili aktivista
- Papp Lajos szívsebész
- Parragh László üzletember
- Patartics Zorán építész
- Pálfalvi Lajos író, műfordító

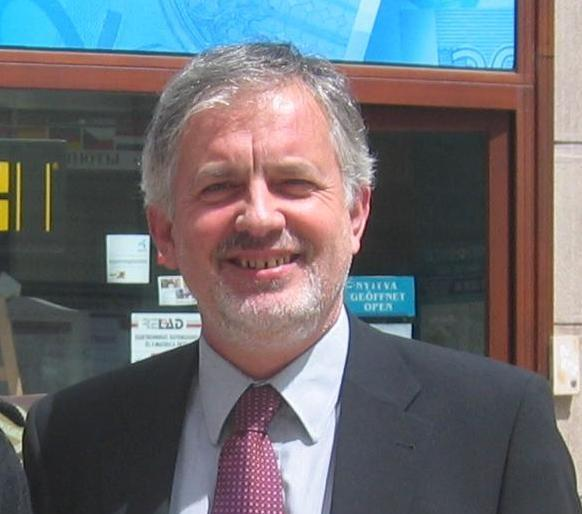
Páva Zsolt

- Páva Zsolt politikus, pécsi polgármester (1994–1998, 2009–2019)
- Pázmándi Horváth Endre költő, akadémikus
- Pere János dalénekes, magánénektanár
- Pogány Frigyes statisztikus, országgyűlési képviselő
- Pozsgai Zsolt drámaíró, rendező
- Rada István teológiai doktor, veszprémi kanonok
- Rapai Ágnes költő
- Récsei Rita atléta, olimpikon
- Rozs Tamás zenész, tanár, a Szélkiáltó együttes tagja

### S–Sz
- Salagius István régész, történész

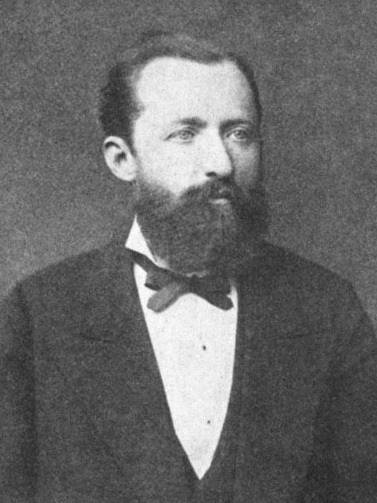
August Šenoa

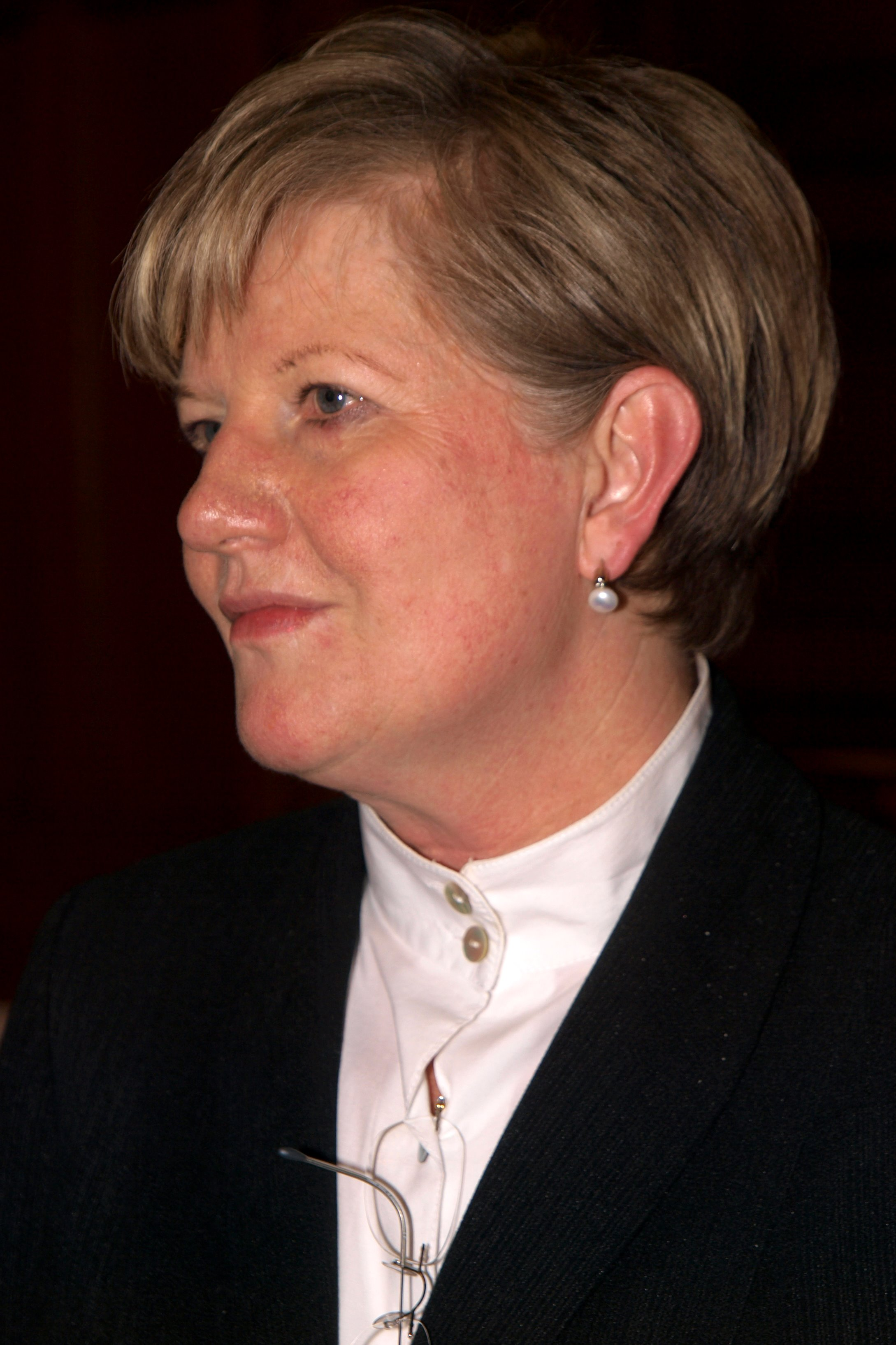
Szili Katalin

- Sarbak Gábor irodalomtörténész, kodikológus
- Sárosi Laura tollaslabdázó, olimpikon
- Schaurek Rafael jogász, egyetemi tanár
- Schuster János orvos, egyetemi tanár, akadémikus
- Siptár Péter nyelvész, fonológus
- Sólymos Gyula 1956-os forradalmár
- Sramó Gábor bábszínész, rendező, a Bóbita Bábszínház vezetője
- Stark András pszichiáter, orvos, addiktológus
- Surányi Miklós író, újságíró
- Szabó Zoltán Széchenyi-díjas szívsebész
- Szalágyi (Salagius) István történész, régész, Pannonia őskeresztény emlékeinek első feltárója
- Szalai András politikus
- Szász László építész
- Szebényi Imre Széchenyi-díjas kémikus, egyetemi tanár
- Szepessy László költő, újságíró
- Szigeti Lajos Sándor irodalomtörténész, kritikus[49]
- Szili Katalin, politikus, az Országgyűlés elnöke (2002–2009)
- Szondi György költő, bolgarista
- Szőnyi Ottó régész, művészettörténész

### T–Ű
- Tasnádi Péter, politikus, pécsi polgármester (2006–2009)
- Tiborcz István üzletember[50]
- Tillai Aurél karnagy
- Tima Zoltán építész
- Toller László, politikus, pécsi polgármester (1998–2006)
- Trixler Mátyás orvos, neurológus, pszichiáter[51]
- Uherkovich Ákos biológus, kutató tudós
- Ujváry Ede Szombathely polgármestere
- Ullmann Imre orvos, a szervátültetés úttörője[52]

### V–Zs

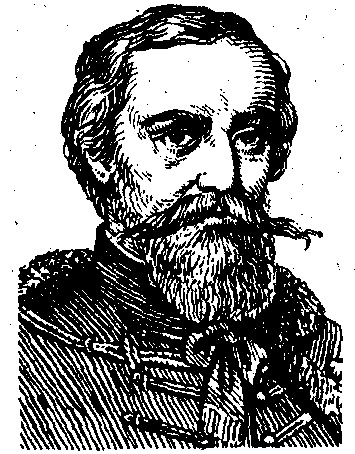
Xántus János

- Vajay István katolikus pap, országgyűlési képviselő
- Vajda Ödön ciszterci szerzetes, zirci főapát
- Varga Csaba Széchenyi-díjas jogtudós, egyetemi tanár
- Váradi Antal író, költő, az Országos Színművészeti Akadémia volt igazgatója
- Vas Gereben író
- Vizaknai Antal statisztikus, az MTA levelező tagja
- Vörös Győző[35]
- Wosinsky Mór régész, a szekszárdi múzeum alapítója
- Xántus János természettudós, utazó, a Budapesti Állatkert megalapítója[39]
- Zoltán Vilmos író, újságíró

## Igazgatók

### Jezsuiták
- Pranthaller János (1687–1691)
- Ravasz Ferenc (1692–1696)
- Ermenovics Miklós (1697)
- Szomálovics Pál (1698–1701)
- Koller Ferenc (1702–1705)
- Perizhoff Frigyes (1706, 1708–1709)
- Sztippe Miklós (1707)
- Papanek Márton (1710–1711)
- Cserkó István (1713)
- Szomalovich Pál (1698–1701, 1715–1718)
- Genova Miklós (1719, 1733)
- Widman János (1720–1724)
- Szilágyi István (1725-28)
- Pojacsevich Jakab (1731, 1738)
- Kraus Sebestyén (1735)
- Kisóczy Mihály (1740)
- Kőszeghy János (1743)
- Szabó István (1747–1748)
- Árvay György (1750–1752)
- Littkey Ferdinánd (1754)
- Novoz János (1755)
- Havor János (1757)
- Türk József (1760)
- Csihay István (1764)
- Báró Pejacsevich Ferenc (1765)
- Walter Pál (1766)
- Vajkovich Imre (1768–1770)
- Revisnyei Reviczky Antal (1770)
- Hegyi József (1772)[5][11]

### Világiak
- Csonka János (1803–1809)
- Danics Imre (1809–1810)
- Für Márton (1810–1813)[11]

### Ciszterciek
- Horváth Dániel (1814–1817)
- Horváth János (1817–1819)

- Zimányi Bernárd (1819–1820)
- Hochenecker Benedek (1820–1826)
- Mangin Károly (1826–1831)
- Winkler Engelbert (1831–1833)
- Szabó Pius (1833–1843)
- Kunszt Tamás (1843–1850)
- Török István (1850–1851)
- Juhász Norbert (1851)
- Szalay Alfréd (1866–1884)
- Gebaur Izor (1884–1889)
- Inczédy Dénes Ágoston (1889–1900)
- Vass Bertalan (1900–1907)
- Buzássy Ábel (1907–1929)
- Kiss Albin (1929–1935)

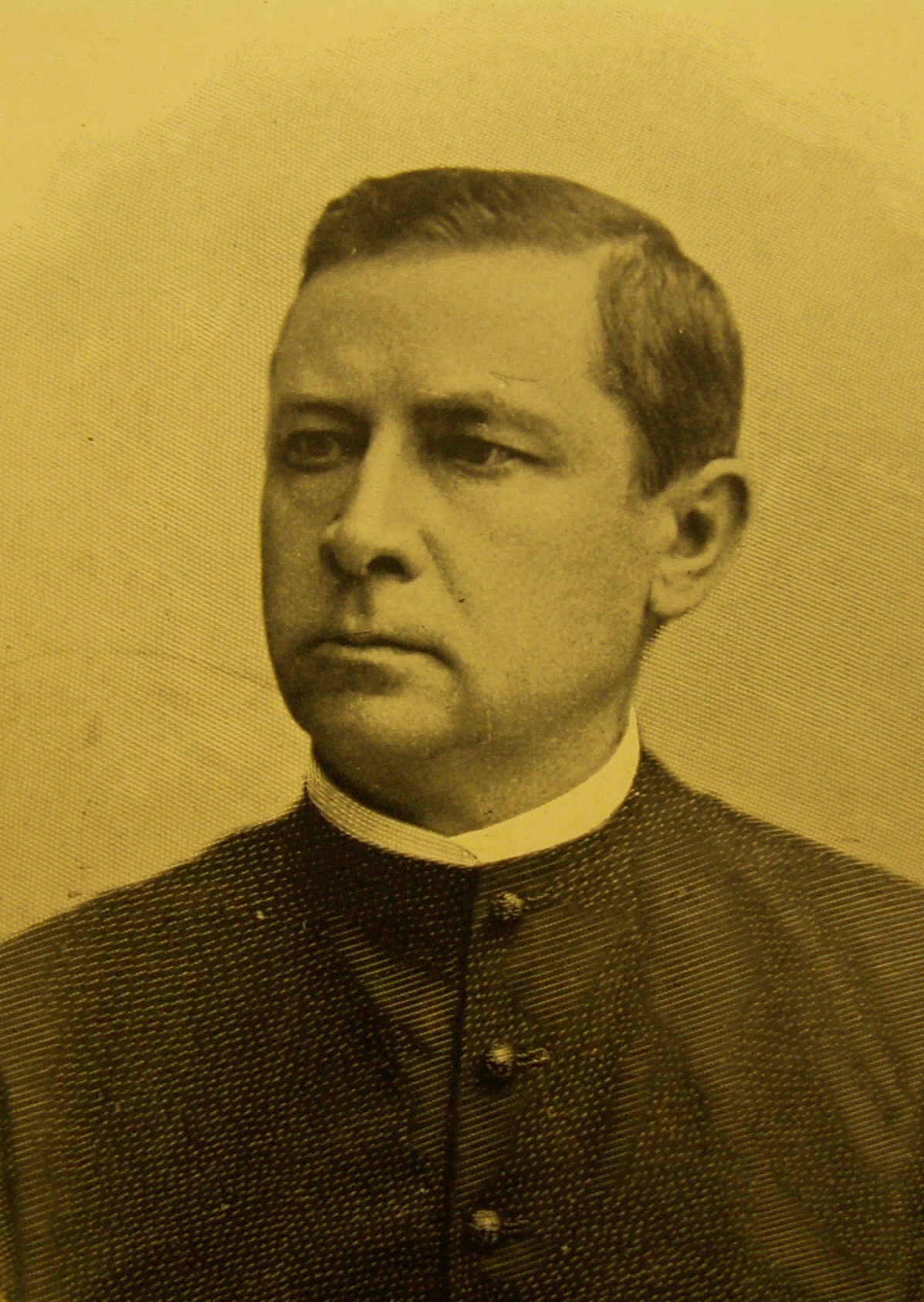
Inczédy Dénes Ágoston

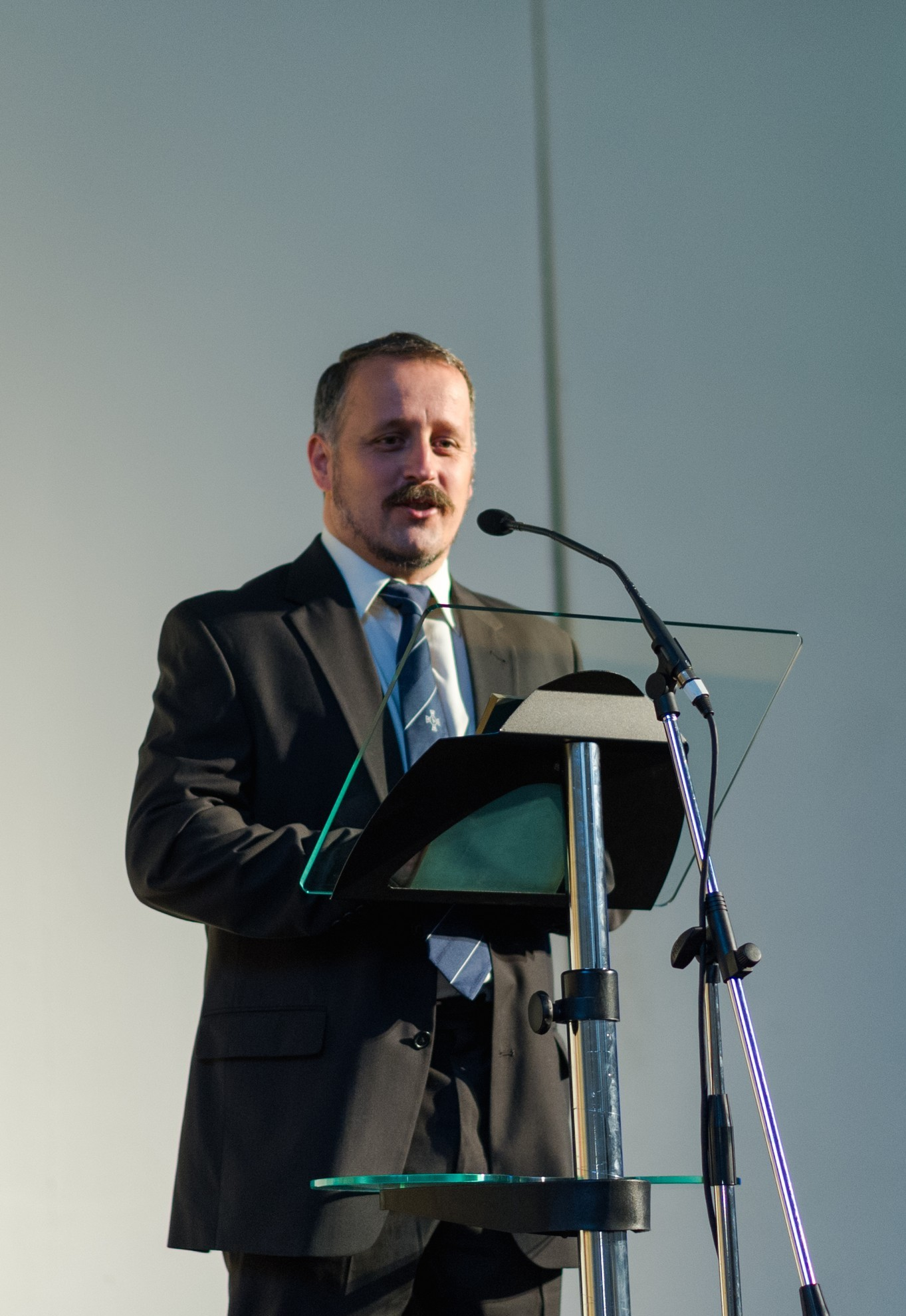
Bartusz-Dobosi László

- Kűhn Szaniszló (1935–1948)[11]

### 1948-tól napjainkig
- Végh István (1948–1955)
- Fekete Miklós (1955–1959)
- Dobay József (1959–1980)
- Kelenfi Elemér (1980–1990)
- Póla József (1990–1997)
- Páva Péter (1997–2012)
- Bartusz-Dobosi László (2012–2018)[11]
- Bodáné Gálosi Márta (2018–2022)[53]
- Nyisztor Zsolt (2022–)[54]

## Igazgatóhelyettesek

### Általános igazgatóhelyettesek
- Bartos Tibor (1980–1997)
- Kalász Gyula (1997–2006)
- Szentes János (2004–2012)
- Meszéna Tamás (2012–2022)[11]
- Dénes Eszter (2022–)[55]

### Nevelési igazgatóhelyettesek
- Lovász Györgyné (1983–1990)
- Sió Györgyné (1990–2001)
- Csekőné Kádas Klára (2001–2012)[11]
- Nyisztor Zsolt (2012–2018)
- Papp Tamás (2018–2022)
- Petz Andrea (2022–)[54]

### Ciszterci igazgatóhelyettesek
- Marosy Cézár, ciszterci szerzetes (1991–2000)
- Huszár Lőrinc, ciszterci szerzetes (2000–2004)[11]

### Szervezési igazgatóhelyettesek
- Gadó Márta (2005–2012)[11]
- Ulrichné Novacsek Krisztina (2012–2018)
- Varga Tamásné Haraszti Krisztina (2018–2022)

## Testvériskolái
- Friedrich-Schiller-Gymnasium, Fellbach
- Sulmona
- Báthory István Elméleti Líceum, Kolozsvár
- Privates Gymnasium Marienstatt(wd)